# اضطهاد المسيحيين

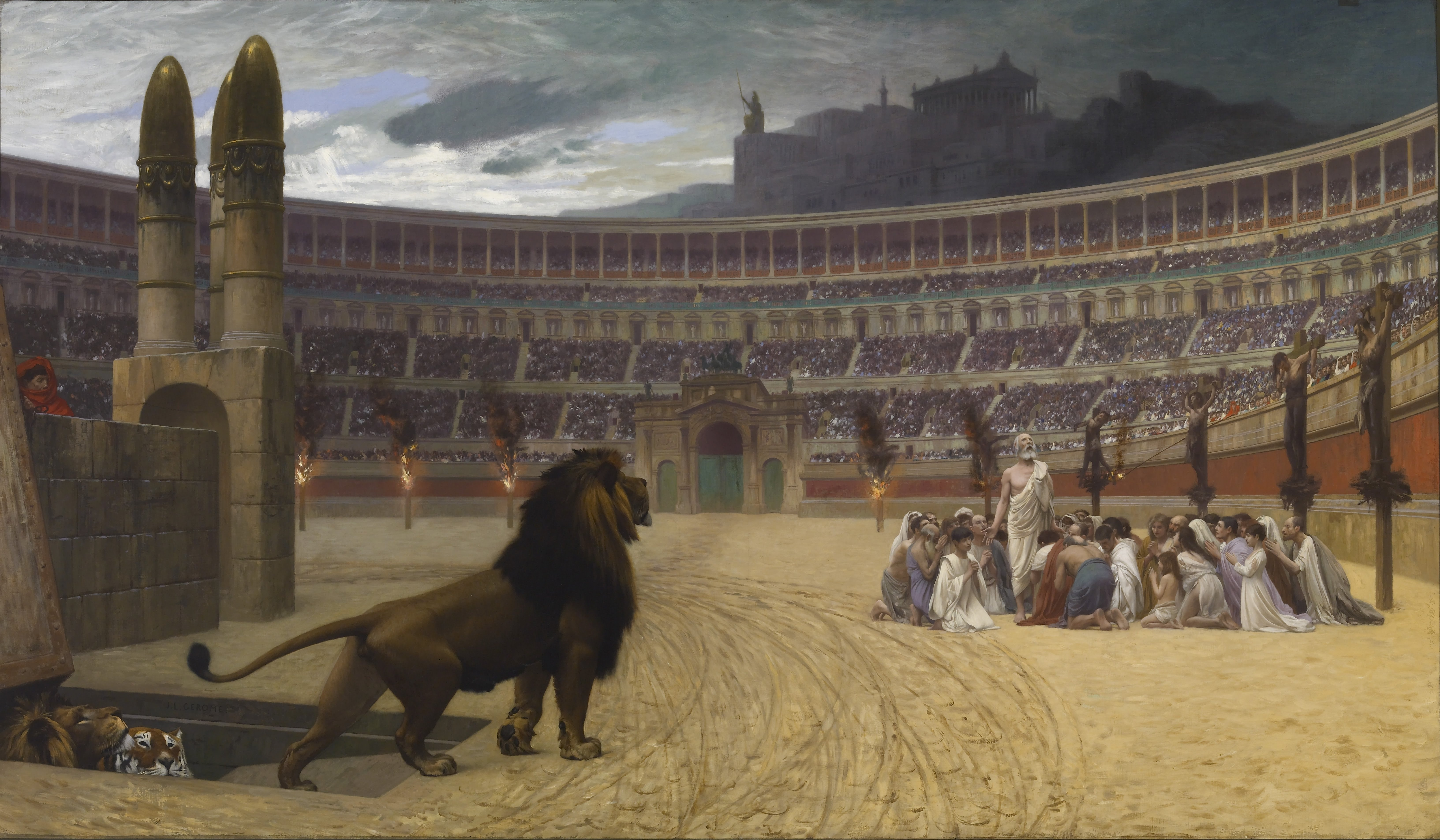
الصلاة الأخيرة لمسيحيين خلال أحد حفلات التعذيب في الكولسيوم، روما لوحة بريشة جان ليون جيروم سنة 1834.

اضطهاد المسيحيين يعود إلى العصور المسيحية المبكرة. عانى المسيحيون من الاضطهاد الديني، في عصور مختلفة تاريخيّاً وحاليّاً على حد سواء، تم اضطهاد المسيحيين في وقت مبكر لإيمانهم، على أيدي اليهود والذي منهم نشأت المسيحية كديانة، ومن قبل الإمبراطورية الرومانية التي كانت المسيطرة على معظم الأراضي التي انتشرت فيها المسيحية. استمر هذا من الاضطهاد من القرن الأول حتى القرن الرابع، عندما أنهى مرسوم الإمبراطور قسطنطين المسمى في التاريخ باسم مرسوم ميلانو عام 313 مرحلة الاضطهادات وشَكّل اعتناقه للمسيحية نقطة تحول هامة في التاريخ.
واجهت البعثات التبشيرية المسيحية، بالإضافة إلى السكان المحليين ممن تحولوا إلى المسيحية، الاضطهادات لدرجة أن استشهد بعضهم بسبب إيمانهم المسيحي. وهناك أيضا عدد من الطوائف المسيحية التي عانت من الاضطهاد على أيدي مسيحيين من طوائف أخرى بتهمة الهرطقة، ولا سيما خلال القرن السادس عشر خلال عصر الإصلاح بروتستانتي.
إضطُهِدَ المسيحيون في القرن العشرين من قبل جماعات مختلفة، بما في ذلك الدول الملحدة مثل الاتحاد السوفياتي وكوريا الشمالية. خلال الحرب العالمية الثانية تعرضت بعض الكنائس المسيحية للإضطهاد في ألمانيا النازية لمقاومة الأيديولوجية النازية؛ وفي بداية الحرب الأهلية الإسبانية من قبل الشيوعيين والفوضويين.
يتعرض المسيحيون حاليّا إلى الاضطهاد في عدد من الدول، ويقدر حاليّا نحو 100 مليون مسيحي يواجهون الاضطهاد ولا سيما في الدول الشيوعية والعديد من الدول الإسلامية والهند، أشّد الاضطهادات للمسيحيين وفقًا لمنظمة أبواب مفتوحة هي في كوريا الشمالية، حيث لايسمح لأي أديان أن تمارس شعائرها، والصين، حيث هناك اضطهاد للمسيحيين الذين لا ينتمون إلى الطوائف التي أقرّتها الحكومة الصينية، بالإضافة إلى السعودية وإيران. أفادت دراسة حديثة، والتي استشهد بها في الفاتيكان، أن 75 من بين كل 100 شخص قتلوا بسبب الكراهية الدينية كانوا مسيحيين. ويقدر بعض المسيحيين بأنه في ألفي عام من المسيحية، قد عانى من الاضطهاد نحو 70 مليون من المؤمنين وقد قتل من أجل إيمانهم منهم 45.5 مليون أو 65 في المائة منهم في القرن العشرين وفقاً للاضطهاد الجديد.

## في العصور القديمة

### اضطهاد المسيحيين في العهد الجديد

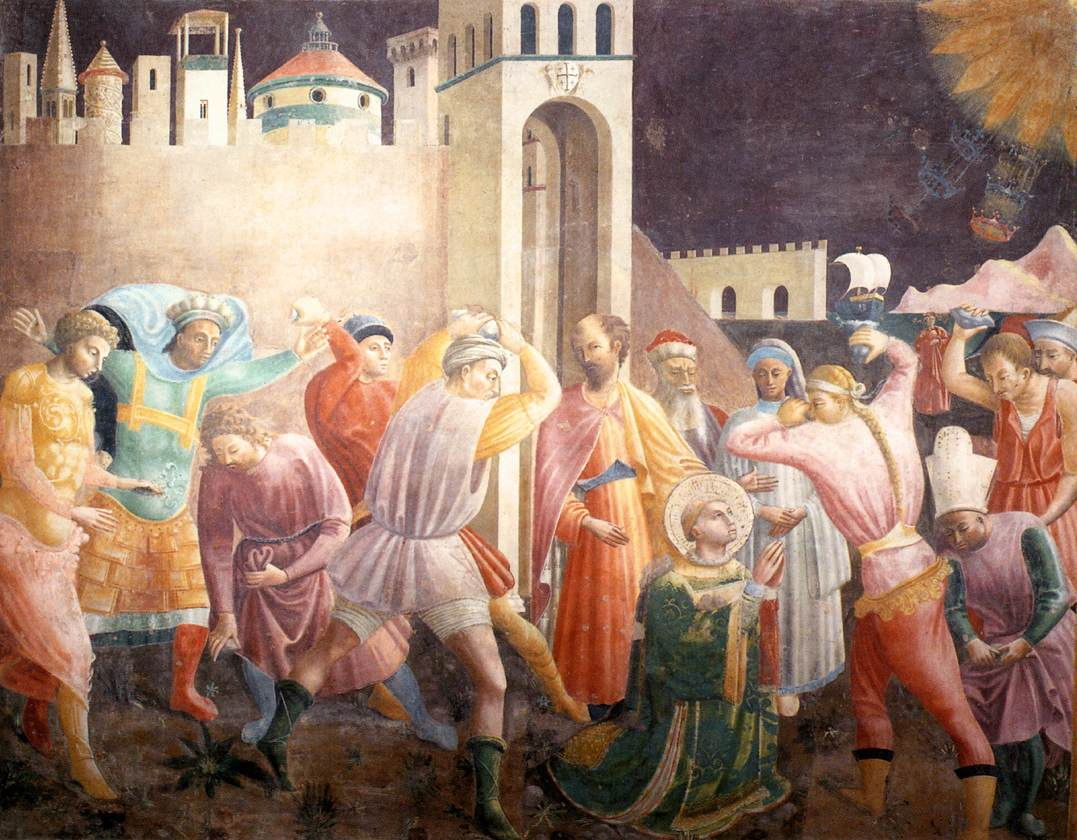
لوحة بريشة باولو أوشيلو تصوّر رجم الشماس استفانوس، أول شهيد في المسيحية.

عقب ظهور المسيحية عند العرب حينها لا اضطهادات تذكر ضد يهود او مسيحيين رغم ان العرب عبيد اصنام انذاك الا في قصة اصحاب الاخدود و هي تقريبا حين اضطهادهم في روما بدأت محاربة الدين المسيحي من قبل الفريسيين والمؤسسات الدينية اليهودية، وكانت تعاليم وعظات بطرس خصوصًا الأولى والثانية، سببًا في تذمر مجلس اليهود، مما أدى إلى توقيف بطرس ويوحنا عدة مرات في السجن. وينقل التقليد المسيحي أن بطرس هو من أسس كنيسة روما بعد أن أسس كنيسة أنطاكية، وقضى هناك سنواته الأخيرة حتى مقتله عام 64 أو 67 خلال حريق روما الكبير واضطهاد نيرون للمسيحيين.
كان أبرز من أضطهد المسيحيين شاول الذي أصبح نفسه فريسياً متحمسًا ذا ميول متطرفة وعمل على محاربة المسيحية الناشئة على أنها فرقة يهودية ضالة تهدد الديانة اليهودية الرسمية، فنرى أول ظهور لهُ في سفر أعمال الرسل في الإصحاح السابع حيث كان يراقب الشماس استفانوس وهو يرجم حتى الموت بينما كان يحرس هو ثياب الراجمين. وهو راضٍ بما يقومون به  عقب إعدام إستفانوس شن اليهود حملة اضطهاد بحق كنيسة أورشليم متسببين في تشتت المسيحيين في كل مكان، فقام بولس بعد أن نال موافقة الكهنة بتتبع المسيحيين (الذين كانوا يسمون بأناس الطريق) حتى مدينة دمشق ليسوقهم موثقين إلى أورشليم. وفي طريقه إلى دمشق وبحسب رواية العهد الجديد حصلت رؤيا لشاول كانت سبباً في تغير حياته، حيث تحول إلى المسيحية، وعرف شاول باسم بولس بعد اعتناقه المسيحية. وقد أدّت الأعمال التبشيرية المسيحية التي قام بها بولس إلى سجنه وقتله خلال اضطهاد نيرون للمسيحيين.

### الاضطهاد في الإمبراطورية الرومانية

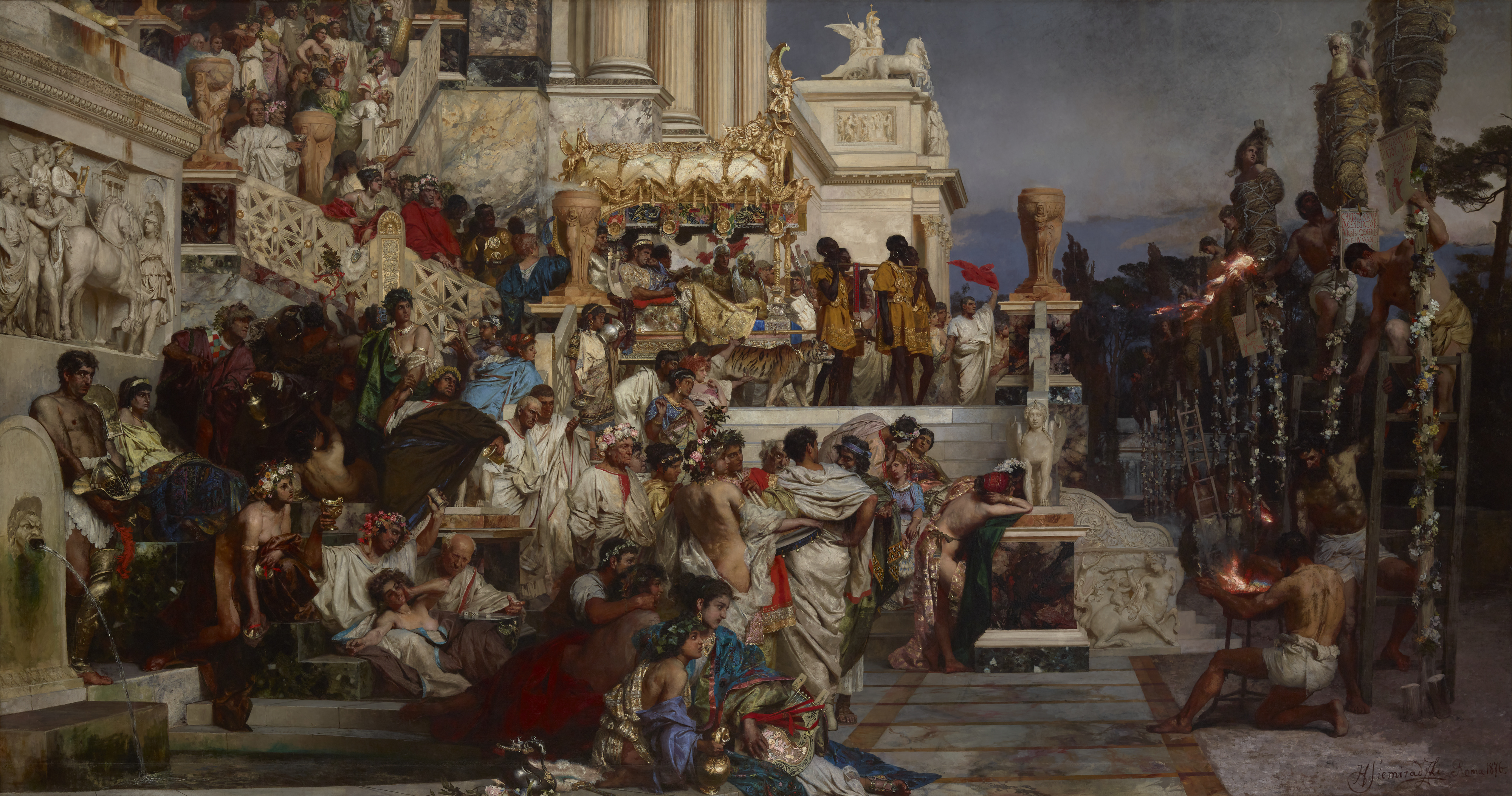
لوحة شعلة نيرون، وفقًا لتاسيتوس، إستخدم نيرون المسيحيين كمشاعل بشريّة.

إن المشكلة الأساسية التي عانت منها الكنيسة في القرنين الثاني والثالث تمثلت في الاضطهادات الرومانية؛ فمنذ صدور مرسوم طرد المسيحيين من روما حوالي العام 58 وحتى العام 312 عانى المسيحيون من شتى أنواع الاضطهاد كان أقساها اضطهاد نيرون الذي شمل حريق روما، دومتيانوس الذي استمر سبعة وثلاثين عامًا واتخذت بداية هذا الاضطهاد أصل التقويم المعروف باسم التقويم القبطي أو المصري، وحسب مراجع الكنيسة القبطية الأرثوذكسية فقد قتل مئات الآلاف خلال هذا الاضطهاد، تراجان، ماركوس أوريليوس، سبتيموس سيفيروس، ماكسيمين، ديكيوس، جالينوس، أوريليان، دقلديانوس وهي ما تعرف عمومًا في التاريخ المسيحي باسم الاضطهادات العشر الكبرى؛ لكن الأمور أخذت بالتحسن مع منشور غاليريوس التسامحي وخطوات الإمبراطور قسطنطين التي توجت بمرسوم ميلانو سنة 312 والذي اعترف بالمسيحية دينًا من أديان الامبراطورية، فرغم جميع الاضطهادات، كانت قوة المسيحية الديموغرافية تتنامى مع العلم أنها وحتى عام 312 كانت المسيحية أقلية في معظم أراضي الإمبراطورية، ثم تحولت إلى قوة لا تستطيع جهات الإمبراطورية الرسمية طمسها أو التغاضي عنها.

### الاضطهاد من قبل اليهود

ذو نوَّاس يُوسُف أسأر الحِميري، حليف الفُرس وصاحب المحرقة المسيحيَّة في نجران.

عمل الفُرس على التحالف مع عرب الجنوب، كما عرب الشمال، وذلك بهدف مُقاومة النُفوذ الرومي في جنوب شبه الجزيرة العربيَّة و الغريب تاريهيا وواقع يتخاصمون عليها و كأنها ارض فارسية او روميه و قليلا يطلبون العدل و هي ارض ليس رومية او فارسية او حبشيه و لا حق للروم فيها او فارس ، الذي انتشر عبر حليفة الروم، أي مملكة أكسوم الحبشيَّة، بواسطة التجارة والتبشير بالمسيحيَّة بين اليمنيين. ففي الوقت الذي كانت فيه الحبشة تتلقى تشجيعًا من الإمبراطور البيزنطي فلاڤيوس يوليوس قسطنس الذي كان يهدف إلى نشر الدين المسيحيّ في بلاد العرب، كان بعضُ النُبلاء ومُلوك اليمن يتذمرون من تنامي النُفوذ الحبشي والرومي، فقاموا بُمحاربة المسيحيَّة السياسيَّة عبر فكرٍ دينيٍّ سياسيٍّ آخر، فجلب الملك أبو كرب أسعد الديانة اليهوديَّة من يثرب ودعا اليمنيين إلى اعتناقها ففعلوا، وهدموا العديد من الهياكل والمعابد المُكرَّسة للآلهة الوثنيَّة. بناءً على هذا، وجد الفُرس أنَّ اليمن قد أصبحت أرضًا خصبةً لامتداد نُفوذهم إليها، فتطلَّعوا إلى التحالف مع اليهود والمذاهب النصرانيَّة المُناهضة للبيزنطيين مثل النُسطوريَّة، فدعموا اليهود حتَّى تحكّموا باليمن طيلة القرن الخامس الميلاديّ، فقبضوا على أجهزة المملكة الحِميريَّة وبخاصَّةً الماليَّة، وسيطروا على المراكز المُهمَّة حتَّى الملكيَّة نفسها، فكان جميع مُلوك حِمْير مُنذُ عهد أبو كرب أسعد (400م) حتَّى عهد مرثد إلن (495م) مُتهودين باستثناء عبد كلال بن مُثوّب، لكنَّ الحال لم يستمر هكذا، فتراجع النُفوذ الفارسيّ أمام الروميّ، وانتشرت المسيحيَّة في طول البلاد وعرضها، واستحال النصارى هم سادة اليمن الحقيقيين. ولم يرضى بعضُ المُلوك برؤية تنامي النُفوذ البيزنطي مُجددًا في بلادهم، ومن هؤلاء ذو نوَّاس يُوسُف أسأر الحِميري، الذي اعتنق اليهوديَّة كي يُحارب بها المسيحيَّة السياسيَّة، ويبدو أنَّهُ رأى أنَّ استقرار حُكمه يتوقَّف على القضاء على الذين يُصدّرون المسيحيَّة إلى اليمن وبقاء اليمن مُوالية لِفارس، فاضطهد النصارى اضطهاداً شديداً، حيثُ جمع أهل نجران وخيَّرهم بين العودة إلى الوثنيَّة أو الموت حرقًا، ففضَّل مُعظهم الموت في سبيل الإيمان، فحفر ذو نوَّاس أخاديد في الأرض وألقى المسيحيين فيها مع أناجيلهم وأضرم فيهم النار أحياء، عند ذلك ثارت حفيظة بيزنطية وعقدت العزم على عزل ذي نوَّاس عن حُلفائه الفُرس، فتمَّ إبرام صُلح بين الروم والفُرس تخلَّت فارس بموجبه عن مصالحها في اليمن.

## الاضطهادات خلال العصور الوسطى

### الحرب الساسانية-البيزنطية 602-628
مع انقسام الإمبراطورية الرومانية، ورث البيزنطيون الصراع مع الساسانيون في تلك البقعة، وأُضيف إلى البعد السياسي للحروب بينهما بُعداً دينيّاً بعد دخول البيزنطيون في المسيحية. إذ كانت الحروب بين الطرفين سجال، فلم يستطع أيّ منهما تحقيق نصر عسكري حاسم.
ولقد هاجم القائد الفارسي شهربراز ولاية سوريا الرومانية ونجح في الاستيلاء على أنطاكية وطرطوس، لتنقطع الصلة بين القسطنطينية وولاياتها الجنوبية في فلسطين ومصر وأفريقيا. ثم ضموا دمشق وأفاميا وحمص سنة 613م، وحاول القائد البيزنطي نيستاس مقاومة الفرس إلا أنه هُزم في أذرعات. وفي سنة 614م، استولوا على القدس بعد حصارها وحرقوا عدد من الكنائس ومن ضمنها كنيسة القيامة، واستولوا على المقدسات المسيحية كالصليب الحقيقي والحربة المقدسة والاسفنجة المقدسة.

### الخلافة الإسلاميّة

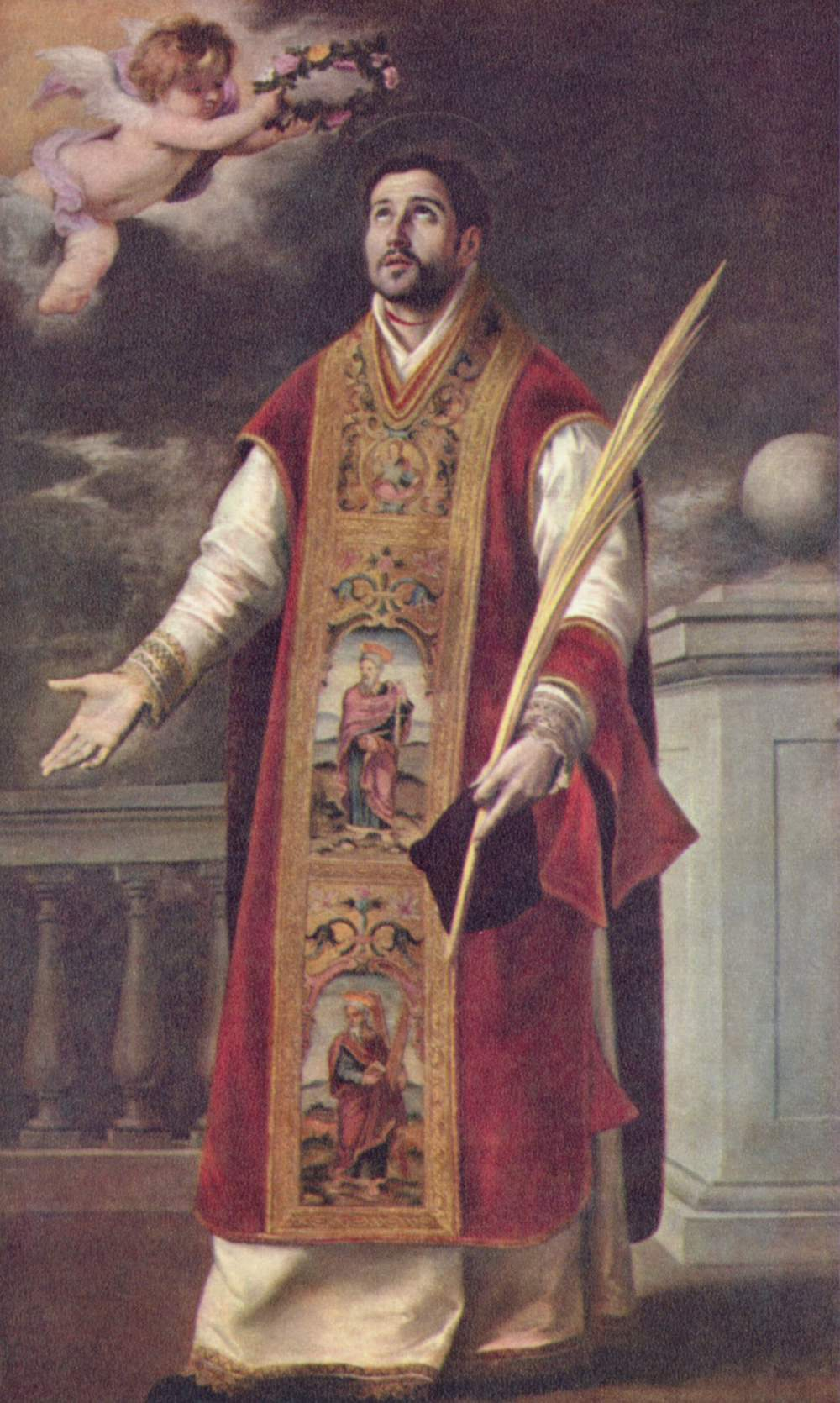
القديس رودريك أحد الثمانية وأربعين الذين أعدموا في قرطبة.

عقب الفتوحات الإسلامية فرضت على مسيحيي الخلافة الإسلامية ضريبتا الجزية والخراج وأُعفوا من الالتحاق بالجيوش الإسلامية، غير أنهم منعوا من نشر المسيحية داخل أراضي الدول الإسلامية. اتسمت هذه الفترة عموما بالتسامح الديني ما خلا فترات حكم بعض الخلفاء مثل عمر بن عبد العزيز الذي فرض ضرائب طائلة على المسيحيين وسن عليهم قيوداً في الملبس والتنقل. وفي معركة عمورية حُشر أهل عمورية في كنيسة لهم هائلة ففتحها الجيش الإسلامي قسرا وقتلوا من فيها وأحرقوا عليهم باب الكنيسة فاحترقت ومات جميع من كان فيها.
خلال عصر القوة والازدهار العباسي كانت العلاقة بين الدولة ومواطنيها غير المسلمين تصنف على أنها في أحسن الأوضاع خصوصاً خلال خلافتي المنصور والرشيد، وقد جاء في «المنتجب العاني» لمؤلفه أسعد علي أن الخلفاء كانوا يحتلفون بالأعياد المسيحية كعيد الميلاد وأحد الشعانين حتى في قصر الخليفة، فيضع الخليفة وحاشيته أكلّة من ورق زيتون ويرتدون الملابس الفاخرة، وقد بنيت في بغداد كاتدرائيتان مع تشييد المدينة. كان للمسيحيين خاصًة السريان من يعاقبة ونساطرة دور مهم في الترجمة والعلوم والطب.
القسم الأكبر من هذا التعايش تبخر خلال عصور الانحطاط، فهدمت الكنائس ومنع أبناء هذه الأديان من ركوب الخيل ومزاولة بعض الأنشطة التجارية والاقتصادية أو الإقامة في دور مرتفعة، في عهد الخليفة العباسي المتوكل على الله أمر بهدم جميع الكنائس في العراق ومناطق أخرى وكذلك الكنس اليهودية مع وضع شارات معينة على لباس المسيحيين واليهود ومنعهم من ركوب الخيل، وعلى الرغم من دعواته المتلاحقة للعمل بالشريعة الإسلامية إلا أن ما أقدم عليه يتنافى مع قواعدها، حيث كفل نظام أهل الذمة الإسلامي حقوقًا وكرامة أوسع لليهود والمسيحيين. كما أن المسيحيين عوملوا كرعايا من الدرجة الثانية وأخذ السلاطين والولاة يستبدون بهم وكان البدو يقتحمون الكنائس والأديرة لسلبها على ما يذكر المؤرخ ابن بطريق والمسعودي وغيرهما. فكانت إحدى نتائج ذلك، هجرة المسيحيين الذين رفضوا اعتناق الإسلام من المدن نحو الجبال، وهكذا أخذ الموارنة بالنزوح من وادي العاصي باتجاه جبال لبنان العصيّة، وكذلك سجلت حركات هجرة مسيحية نحو طور عابدين وماردين وغيرها من الأماكن المنعزلة. عموماً لا يمكن أن يفهم أن الاضطهادات كانت مستمرة، إذ كانت تخف وتيرتها بين الفنية والأخرى؛ وقد شملت جميع الأقليات الدينية وفي بعض الأحيان حتى الإسلامية منها. ويذكر أنه عندما دخل هولاكو بغداد أمر بعدم التعرض للمسيحيين لكون زوجته مسيحية ومن أتباع كنيسة المشرق الآشورية، وأمر ببناء كاتدرائية في بغداد.

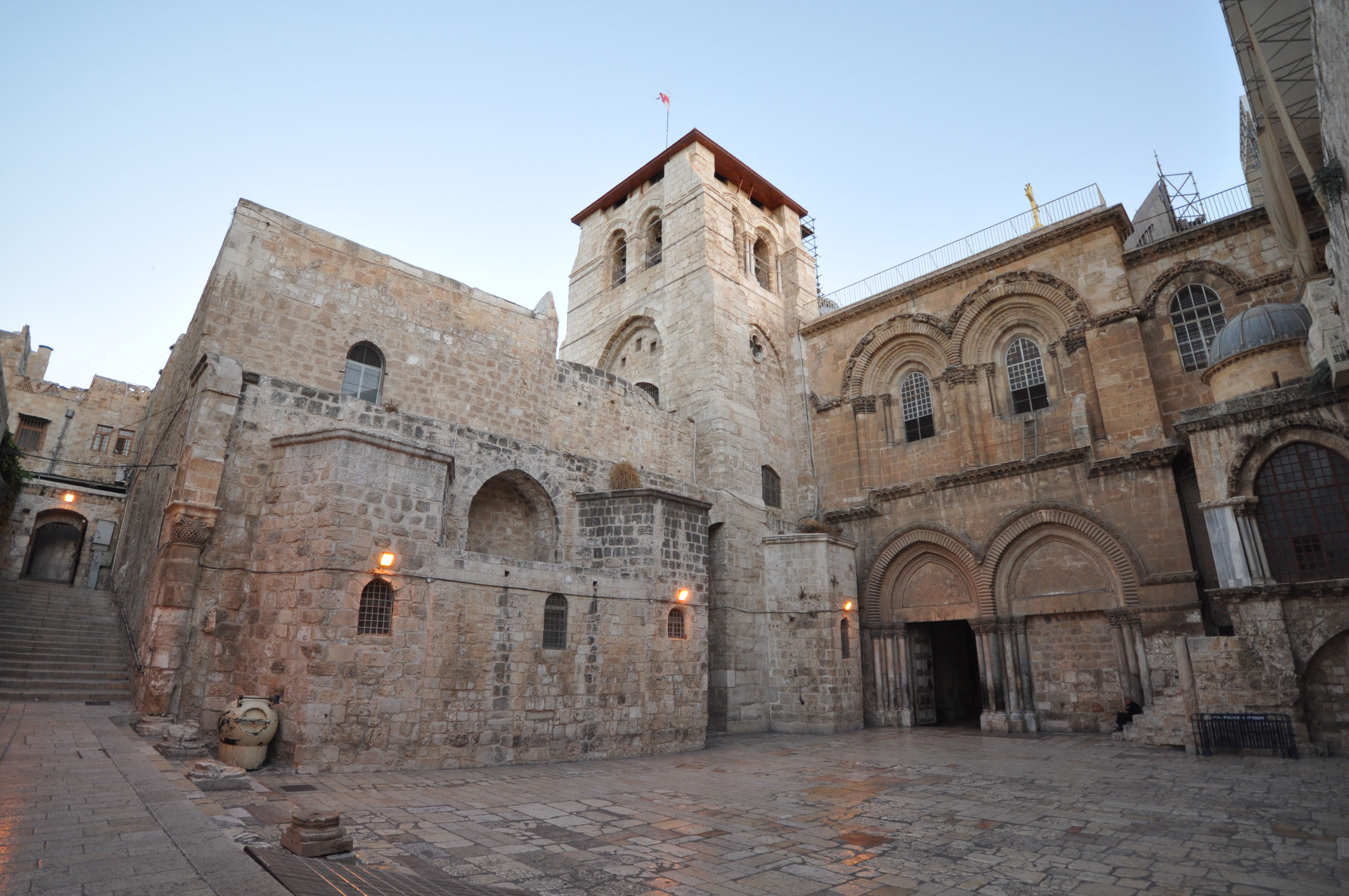
كنيسة القيامة في مدينة القدس وهي أقدس المواقع المسيحية. أُحرقت خِلال العهد الفاطميّ وأُعيد بنائها لاحقًا.

ولقد تسامح الخُلفاء الفاطميين الأوائل مع أهل الكِتاب، وقيل بأنَّهم كانوا يُشجعون إقامة الكنائس والبيع والأديار، بل ربما تولوا إقامتها بأنفسهم أحيانًا. تغيَّر وضعُ اليهود والنصارى مع تولّي الحاكم بأمر الله شؤون الخِلافة، فقسا عليهم في المُعاملة، ويُحتمل أن يكون ذلك بسبب ضغط المُسلمين بعامَّةً الذين ساءهم أن يتقرَّب الخُلفاء من غير المُسلمين ويُعينوهم في المناصب العُليا، فأصدر الحاكم أمراً ألزم أهل الذمَّة بلبس الغيار، وبوضع زنانير مُلوَّنة مُعظمها أسود، حول أوساطهم، ولبس العمائم السود على رؤوسهم، وتلفيعات سوداء، وذلك لتمييزهم عن المُسلمين. وفي وقتٍ لاحق منعهم من الاحتفال بأعيادهم، وأمر بهدم بعض كنائس القاهرة، كما صدر سجل بهدم كنيسة القيامة في بيت المقدس. وكان هدم كنيسة القيامة أقدس المواقع المسيحية على الأطلاق أحد الأسباب الرئيسية لنشوء الحملات الصليبية.
أمّا في بلاد الأندلس وعلى الرُغم من التمازج والعيش السلمي بين المُسلمين والمسيحيين في الأندلُس، فإنَّ بعض الثورات الطائفيَّة أو المصبوغة بصبغةٍ طائفيَّة قد وقعت بين الحين والآخر لِأسبابٍ مُختلفة، منها ثورة عُمر بن حفصون المُعارض لِسُلطة الدولة الأُمويَّة، وقد استمرَّت 49 سنة (267هـ - 316هـ)، وقضيَّة شُهداء قُرطُبة المُثيرة للجدل.
وفي عقب سقوط القسطنطينية عمل الجنود العُثمانيّون على استباحتها طيلة ثلاثة أيَّام كما كانت العادة الرائجة في ذلك الزمان، أي يُسمح للجنود بالحصول على ما تيسّر من غنائم بوصفها غنائم حرب، فساد السلب والنهب في المدينة واعتصم بعض السكان بالكنائس فراراً من بطش الجنود العثمانيين، وقتل الآلاف من المسيحيين حتى بعد توقف القتال وكل محاولات الدفاع عن المدينة، وأسر الجنود العثمانيين كل بالغ يُنتفع به في العمل غنيمة، واغتصبوا النساء؛ حتى الراهبات منهن تم اغتصابهن. ويروي المؤرخ البريطاني فيليپ مانسيل أنَّ العساكر العُثمانيَّة اقتحمت الكنائس وفرَّقت الناس بين قتيلٍ وأسيرٍ بيع في السوق كعبد، كما قدَّر عدد القتلى من المدنيين بالآلاف وعدد من تمَّ استعبادهم أو تهجيرهم بحوالي  30,000. لقد كانت الخسائر البشرية كبيرة بحيث يصف نقولا باربادو الدماء في المدينة: «كمياه الأمطار في المزاريب بعد عاصفة مفاجئة» ويصف جثث القتلى من العثمانيين والمسيحيين في البحر «كالبطيخ على طول القناة».

### الثورة الفرنسية

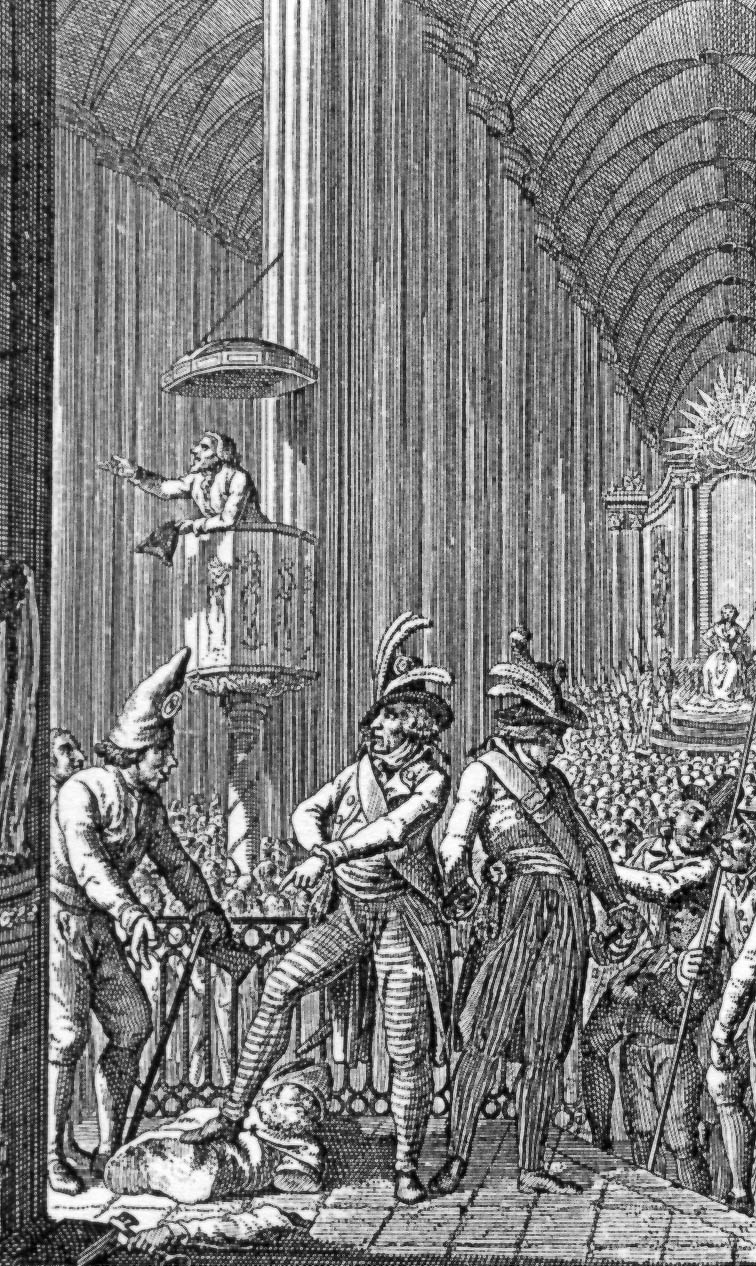
فوضى داخل كنيسة في ستراسبورغ، بعد اقتحامها خلال الثورة الفرنسية.

كانت الكنيسة الكاثوليكية أكبر مالك للأراضي في المملكة الفرنسيّة، إذ يعتبر 10% من الأراضي الفرنسية ملك شخصي لها. سوى ذلك، فقد كانت معفاة من الضرائب، ولها حق إدارة العشور، أي دفع المواطن الكاثوليكي 10% من دخله ليعاد توزيعه على الأكثر فقراً ومن لا دخل لهم، وسلسلة امتيازات تشريفية أخرى. كانت مجموعة من الفرنسيين تثير ثروة الكنيسة حفظيتها، مدعومة بكتابات أقلية من المفكرين الفرنسيين خلال عصر التنوير أمثال فولتير والتي وجدت صداها في الجماهير، «فتشويه» سمعة الكنيسة الكاثوليكية كان كافياً لزعزعة استقرار النظام الملكي، وكما يقول المؤرخ جون مكمانرس «في المملكة الفرنسية خلال القرن التاسع عشر، كانت تحدث مشاكل وخلافات بين العرش والكنيسة، لكنهما في تحالف وثيق؛ وانهيارهما في وقت واحد، هو البرهان النهائي على ترابطهما». هذا الاستياء من الكنيسة، أضعف قوتها خلال افتتاح الجمعية الوطنية في مايو 1789، وعندما تم إعلان الجمعية الوطنية كممثل للشعب في يونيو 1789، صوّت أغلب رجال الدين مع ممثلي الطبقة الثالثة، غير أن ذلك لم يقلل من الاستياء والنقمة. في 4 أغسطس 1789 تم إلغاء سلطة الكنيسة في فرض العشور، وفي خطوة لحل الأزمة المالية أعلنت الجمعية في 2 نوفمبر 1789 أن جميع ممتلكات الكنيسة «هي تحت تصرف الأمة»، ومع طرح عملة جديدة في السوق، فكان ذلك يعني فعليّاً، تغطية قيمة ممتلكات الكنيسة المنقولة وغير المنقولة، للعملة الجديدة. في ديسمبر، ولقد دخل القرار حيّز التنفيذ، وبدأت الجمعية الوطنية تبيع الأراضي والعقارات التابعة للكنيسة لمن يدفع «أسعاراً أعلى». وفي خريف 1789، ألغيت قوانين تشجيع الحركة الرهبانية؛ وفي 13 فبراير 1790 تم حلّ جميع الجماعات الدينية في البلاد؛ وسمح للرهبان والراهبات ترك الأديرة، غير أن نسبة قليلة منهم خرجت من الأديرة في نهاية المطاف.
في 12 يوليو 1790 أصدرت الجمعية، «نظام الحقوق المدنية لرجال الدين»، اعتبر بموجبه رجال الدين «موظفي حكومة»، وأنشأت الجمعية نظاماً جديداً للكهنة والأساقفة والرعايا، كما حددت أجورهم. بموجب النظام الجديد، حيث كان الأسقف ينتخب من قبل مؤمني الأبرشية، ما يشكل نفياً لسلطة بابا روما على الكنيسة الكاثوليكية الفرنسيّة. وفي نوفمبر 1790، طلبت الجمعية الوطنية من جميع رجال الدين، قسم يمين الولاء للدستور المدني الفرنسي، ما خلق انقسام في أوساط رجال الدين، بين أداء اليمين المطلوبة، وبين أولئك الذين رفضوا وحافظوا على «وفائهم» للبابوية؛ وفي المحصلة فإن 24% من رجال الدين أقسموا اليمين.
ولقد كان عزوف رجال الدين عن القسم، قد دفع إلى نقمة وسخط شعبي، حيث خرجت العديد من المطالبات «بنفيهم، وترحيلهم قسرا، ً وإعدام الخونة». ولقد قبل البابا بيوس السادس، مبدأ الدستور المدني للدولة، غير أنه رفض أن ينظم القانون علاقة الأساقفة والرعايا خلافًا للقوانين الكنسيّة، وعزل من الكنيسة من قبل ما يعرف بالنظام الأسقفي الجديد. وفي المرحلة اللاحقة، هي «عهد الإرهاب»، حيث تزايدت المحاولات سواءً أكانت شعبية أم داخل الجمعية الوطنية، للقضاء على الدين، فذبح الكهنة، ودمرت الكنائس والأيقونات في جميع أنحاء فرنسا، كما منعت المهرجانات الدينية والأعياد، وتعرض المؤمنين الذي يذهبون لحضور القداس للضرب في الشوارع، وحاول الثوريين في أكتوبر 1793 استبدال التقويم المسيحي مع حساب واحد يبدأ تاريخ الثورة، وشملت حملة نزع المسيحية أيضاُ إزالة وتدمير الأيقونات الدينية من الأماكن العامة وتغيير أسماء الشوارع ذات الدلالات المسيحية؛ وأعلن البعض عن إعلان «ديانة العقل» الإلحادية، لتكون الخطوة الراديكالية الأخيرة ضد الديانة؛ حيث كتب الإنجليزي توماس هارتويل هورن والباحث التوراتي صموئيل دافيدسون أن «الكنائس تحولت إلى معابد العقل، واستبدلت العظات الدينية بالعظات الإلحادية». وبكل الأحوال، لا يمكن تعميم ما حدث: إذ أدت هذه الأحداث إلى خيبة أمل واسعة النطاق في الأوساط المؤمنة، وتم السعي لمكافحتها في جميع أنحاء فرنسا؛ كما اضطر رئيس لجنة السلامة العامة في الجمعية الوطنية التنديد بالحملة.
ولكن النظام المدني للأساقفة الذي اجترحته الجمعية الوطنية، أنهي عام 1801 بالاتفاق بين نابليون الأول والكنيسة، واستمر بعد نابليون حتى ألغته الجمهورية الفرنسية الثالثة عن طريق الفصل بين الكنيسة والدولة في 11 ديسمبر 1905. وأدى اضطهاد الكنيسة إلى ثورة مضادة معروفة باسم الثورة في فينديي، والذي يعتبر قمعها، أول إبادة جماعية في التاريخ الحديث. وكثيرًا ما قاوم السكان المحليون إزالة المسيحية من خلال مهاجمة العملاء الثوريين وإخفاء أعضاء رجال الدين الذين كانوا يصطادون. وفي النهاية، اضطر ماكسميليان روبسبيار ولجنة السلامة العامة إلى انهاء الحملة المعادية للمسيحية.

### الصين

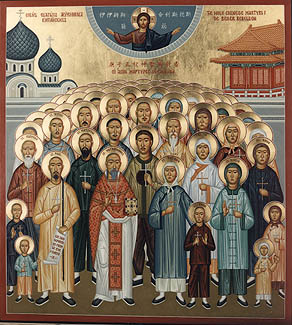
إيقونة الشهداء المسيحيين الذين قتلوا في الصين خلال ثورة الملاكمين عام 1900.

تكاثرت البعثات التبشرية المسيحية في الصين عقب شقّ الدول الأوروبية المستعمرة طريقها إلى الصين بالقوة في القرنين التاسع عشر والعشرين، ودخل الآلاف من الصينيين إلى الديانة المسيحية خصوصًا إلى المذهب الكاثوليكي والبروتستانتي. وترجمت الكتب المسيحية المختلفة والكتاب المقدس إلى اللغة الصينية. في النصف الثاني من القرن التاسع عشر قامت الكنيسة الأرثوذكسية بخطوات واسعة في مجال التبشير في الصين، حيث أرسل للبلاد الكثير من رجال الدين والوعاظ الروس. تزامن ذلك مع ترجمة الكثير من الكتب الروحية والدينية المسيحية للغة الصينية.
اندلعت في الصين بين عامي 1899 و1901 ما عرفت بثورة الملاكمين، وهي ثورة أطلق شرارتها غضب الصينيين من النفوذ الأجنبي الذي كان يتنامى في البلاد من جميع النواحي (التجارية، السياسية والدينية)، أدى ذلك إلى هجمات عنيفة شنها الثوار ضد أتباع الديانة المسيحية من المبشرين المسيحيين وأيضا المسيحيين الصينيين الذين اعتبروهم مسؤولين عن الهيمنة الأجنبية في البلاد. ومع استمرار الانتفاضة قتل عشرات الآلاف من المسيحيين الصينيين من مختلف الطوائف، خصوصا في مقاطعات شاندونج وشانخي وكذلك في العاصمة. وقفت الحكومة الصينية بحالة من الشلل والعجز أمام هذه الانتفاضة، وباستمرار الثوار بمحاصرة بكين وقتل الأجانب تحالفت ثمان دول هي الإمبراطورية النمساوية المجرية، فرنسا، ألمانيا، إيطاليا، اليابان، روسيا، بريطانيا، والولايات المتحدة الأمريكية وأرسلوا قوات متعددة الجنسيات قوامها 20,000 رجل لإنقاذ الرعايا الأجانب والبعثات الدبلوماسية والتبشيرية المسيحية. وأُجبرت الحكومة الصينية بعدها على تعويض الضحايا وتقديم تنازلات إضافية للدول الكبرى.

### اليابان

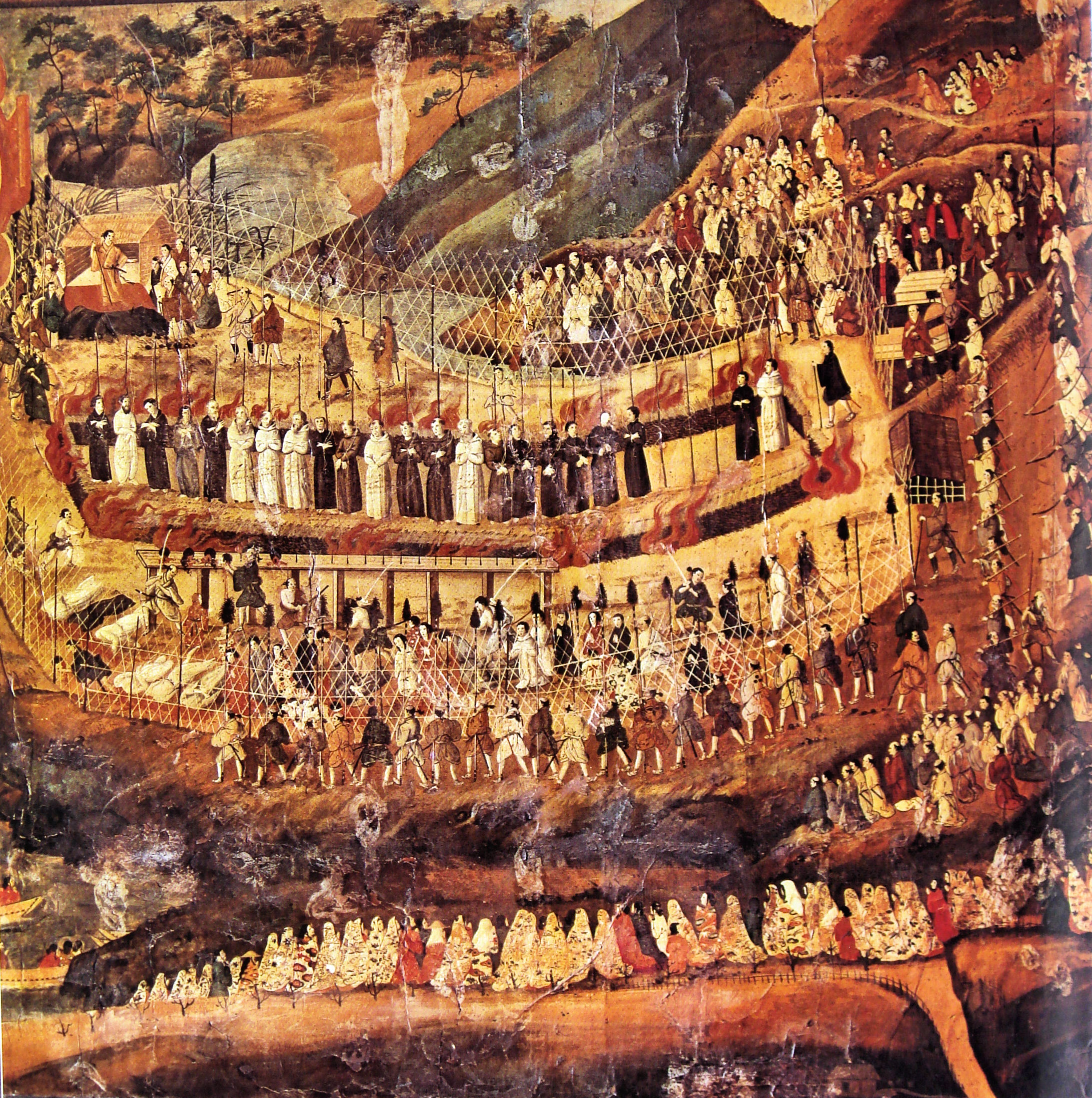
شهداء ناغاساكي المسيحيين؛ لوحة تعود للقرن السادس عشر والقرن السابع عشر.

سمحت السلطات بالتبشير المسيحي في اليابان في منتصف القرن السادس عشر. وتولى اليسوعيون نشرها، حيث قدر عدد المسيحيين اليابانيين عام 1579 بنحو مائة وثلاثين ألف شخص. واستخدم الحاكم الياباني «هيديوشي» المسيحية في صراعه الداخلي ضد البوذيين، لكنه انقلب على أتباع الدين الجديد لخوفه من تزايد النفوذ البرتغالي، فبدأت مرحلة الاضطهاد. وقد نُقل عنه قوله إنه لا يعترض على المسيحية، ولا يرى ما يجعله يسيء الظن بالمبشرين، لكنهم مع ذلك أجانب قدِموا من الخارج، ولا يحق لهم التهجم على آلهة اليابان.
وسرعان ما اتسع نطاق الاضطهاد، حيث منعت السلطات في عام 1616 العلاقات التجارية مع العالم الخارجي، وتم في سنة 1622 إعدام نحو 120 من المبشرين ومعتنقي المسيحية، ليتلو ذلك طرد الرعايا الإسبان وسط عمليات قتل وتصفية واسعة، وتم إجبار الآلاف من المسيحيين اليابانيين على ترك المسيحية تحت طائلة التعذيب والتهديد مما أضطر المسيحيين على التخفي وممارسة الشعائر المسيحية بالخفية وقد أطلق على هذه الجماعات المسيحية الكاكوري كيريشتيان (باليابانية: 隠れキリシタン) والتي تعني حرفيًا المسيحيين المتخفيين. وفي عام 1635 صدر قرار بمنع أي ياباني من السفر إلى الخارج أو العودة إلى اليابان إن تركها مسافراً. وبلغ خوف اليابانيين من عودة المسيحية أن منعوا استيراد الكتب والمطبوعات الغربية.

## العصر الحديث (1815-1989)

### الدولة العثمانية

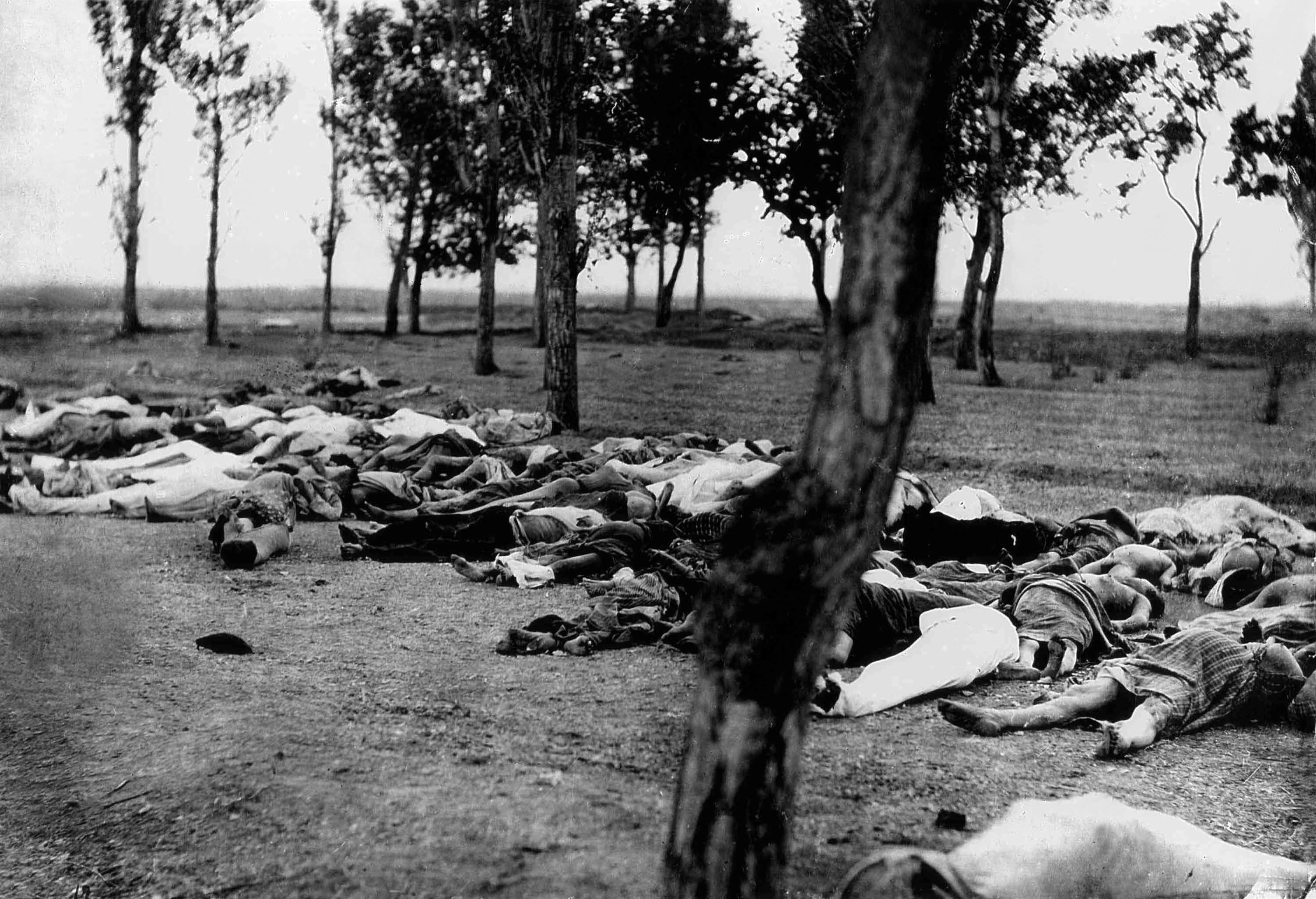
صورة تعود لأوائل القرن العشرين خلال مذابح الأرمن تظهر مجموعة من الأرمن القتلى.

بين عامي 1894-1896 حدثت مجازر في ولاية ديار بكر ضمن الدولة العثمانية من ضمن المجازر الحميدية التي استهدفت سكان المنطقة من المسيحيين. استهدفت المجازر بداية الأرمن بتحريض من بعض رجالات الدولة والدين العثمانيين بحجة رغبتهم بتفكيك الدولة، غير أنها سرعان ما اتخذت منحًا معادي للمسيحيين بشكل عام بانتقالها إلى ولاية ديار بكر وريفها ومناطق طور عابدين التي شكل السريان أغلب مسيحيها.
وتعد المجازر الحميدية سلسلة من المجازر التي نفذها السلطان العثماني عبد الحميد الثاني بحق المسيحيين القاطنين شرق الأناضول من الأرمن والآشوريين بين عامي 1894-1896. وراح ضحيتها ما بين 80,000-300,000. كما خلفت المجازر مع يقرب من 50,000 يتيم. حدثت أهم المذابح المجازر بالمرتفعات الأرمنية شرقي الأناضول وتعتبر من أسوأ المجازر التي لحقت بالأرمن في الفترة ما قبل الحرب العالمية الثانية. كما طالت كذلك السريان وخاصة بمدينة آمد في مجازر ولاية ديار بكر.
وفي سنة 1909 حدثت مجزرة أضنة وهي مجزرة قامت بها الدولة العثمانية بمساعدة بعض سكان أضنة من الأتراك، بحق السكان الأرمن المسيحيين. أدت المجزرة إلى مقتل ما لا يقل عن 30,000 أرمني من قاطني أضنة وما حولها.
يوم 24 نيسان في عام 1914 فيه تم اعتقال أكثر من 250 من أعيان الأرمن في إسطنبول. وبعد ذلك، طرد الجيش العثماني الأرمن من ديارهم، وأجبرهم على المسير لمئات الأميال إلى الصحراء من ما هو الآن سوريا، وتم حرمانهم من الغذاء والماء، المجازر كانت عشوائية وتم مقتل العديد بغض النظر عن العمر أو الجنس، وتم اغتصاب والاعتداء الجنسي على العديد من النساء. اليوم أغلبية مجتمعات الشتات الارمني نتيجة الإبادة الجماعية.
قامت الدولة العثمانية في قتل متعمد والمنهجي للسكان الأرمن خلال وبعد الحرب العالمية الأولى، وقد تم تنفيذ ذلك من خلال المجازر وعمليات الترحيل، والترحيل القسري وهي عبارة عن مسيرات في ظل ظروف قاسية مصممة لتؤدي إلى وفاة المبعدين. يقدّر الباحثين ان اعداد الضحايا الأرمن تتراوح ما بين مليون و1.5 مليون نسمة. كذلك تعرضت مجموعات عرقية مسيحية بالمهاجمة والقتل من قبل الدولة العثمانية منهم آشوريين/سريان/كلدان وذلك عن طريق سلسلة من العمليات الحربية التي شنتها قوات نظامية تابعة للدولة عثمانية بمساعدة مجموعات مسلحة كردية شبه نظامية استهدفت مدنيين آشوريين/سريان/كلدان أثناء وبعد الحرب العالمية الأولى. أدت هذه العمليات إلى مقتل مئات الآلاف منهم كما نزح آخرون من مناطق سكناهم الأصلية بجنوب شرق تركيا الحالية وشمال غرب إيران. سميت هذه المذابح التي استهدفت السريان باسم مذابح سيفو وتعرف كذلك بالمذابح الآشورية ويقدر الدارسون أعداد الضحايا السريان/الآشوريين بما بين 250,000 إلى 500,000، وضد اليونانيين حيث قامت حكومة تركيا الفتاة الوريثة للإمبراطورية العثمانية بتحريض أعمال العنف ضد الأقليّة اليونانية البنطية في البنطس وغيرها من المناطق التي تقطنها الأقليات الإغريقية. تضمنّت الحملة مذبحة، نفي من المناطق يتضمن حملات قتل الواسعة ضد هذه الأقليات. كان عدد الضحايا وفقاً للمصادر حوالي النصف مليون.
يرى عدد من الباحثين أنّ هذه الأحداث، تعتبر جزء من نفس سياسية الإبادة التي انتهجتها الدولة العثمانية ضد الطوائف المسيحية.

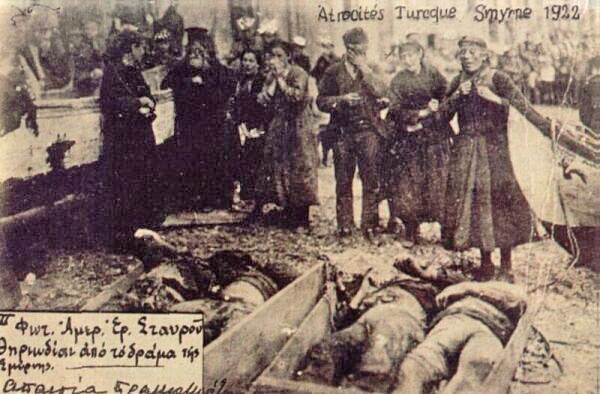
نساء يونانيات تبكي لمقتل أقربائها بعد مجزرة أزمير عام 1922.

وفقاً لصحيفة التايمز اللندنية: «قالت السلطات التركية صراحة بأن نيتهم المتعمدة التخلص من جميع اليونانيين، ودعمت أعمالهم أقوالهم»، بينما كتبت صحيفة بلفاست الإخبارية: «إن الحكاية المروعة من الوحشية والبربرية التي يمارسها الأتراك الآن هي جزء من سياسة منهجية لإبادة الأقليات المسيحية في آسيا الصغرى». وفقاً لصحيفة كريسشان ساينس مونيتور، شعر الأتراك بالحاجة إلى قتل الأقليات المسيحية بسبب التفوق المسيحي من حيث الاجتهاد وبالتالي الشعور التركي بالغيرة والدونية، كتبت الصحيفة: 
في عام 1923 قانت اتفاقية التبادل السكاني بين اليونان وتركية وهي مرتكزة على أساس الهويّة الدينية، وتتضمن نقل المسيحيين اليونانيين الذين يعيشون في تركيا إلى اليونان ونقل المواطنين المسلمين الذي يعيشون في اليونان إلى تركية، هو كان تبادل السكانيّ الإلزامي الأول الواسع النطاق في القرن العشرين.
اتفاقية التبادل السكاني بين اليونان وتركية 1923 وقّعت بين الحكومتين التركيّة واليونانيّة في مدينة لوزان السويسريّة في الثلاثين من كانون الأول 1923، تتضمن تقريباً نقل مليوني شخص مليون ونصف منهم مسيحيين كانوا يعيشون في تركيا ونصف مليون مسلم كانوا يعيشون في اليونان، أغلبهم هُجّر بالقوّة وبشكل قانوني من أوطانهم. يذكر أن تبادل السكان اثر بشكل سلبي على الطبقة البرجوازية في تركيا، حيث شكل المسيحيين نسبة هامة من الطبقة البرجوازية.

#### سوريا العثمانية

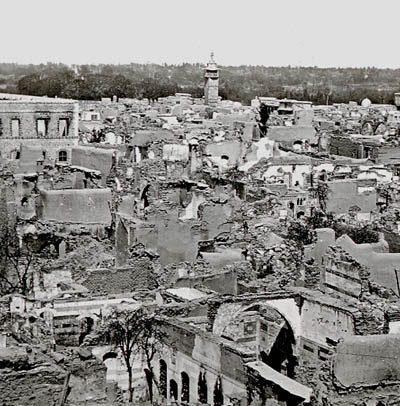
ربع النصارى في دمشق بعد المجازر، في يوليو 1860.

حتى 1831 لم يكن هناك مساواة بين المواطنين، وكان محمد علي أول من أدخل قضية المساواة في الحقوق والواجبات بين المواطنين وعادت الدولة عبر خط كلخانة بتبنيها عام 1839، وأعادت التأكيد على ذلك في الخط الهمايوني عام 1856؛ بكل الأحوال فإن الوظائف الإدارية والقضائية ظلت شبه محصورة بالمسلمين السنّة، واستمرت حماية الدول الأوروبية للمسيحيين، كما أن المساواة لم تشمل فعليًا مجال الخدمة العسكرية والانخراط في الجيش، إذ استمرّ غير السنّة بدفع بدل نقدي، يبلغ مجيديين سنويًا أي خمسي الليرة العثمانية الذهبية عن كل ذكر بين السادسة عشر والسبعين ثم عدلت لتصبح بين العشرين والأربعين. أما أبرز ما سقط فهو الجزية، ومنع تعييرات المسيحيين واليهود، وفي عام 1841 أصدر الباب العالي فرمانًا آخر يقضي بتجريم التمييز بين السوريين على اختلافهم.
عدم المساواة، تمثلت بالتقييدات التي وضعها النظام على بناء وترميم المؤسسات الدينية، وسلسلة إجراءات تمييزية كالإجبار على لبس ثياب قاتمة أو المنع من السير وسط الطريق، أو استخدام ألفاظ شائنة، وغيرها من الإجراءات المنسوبة إلى عمر بن عبد العزيز، وإن كان بعض الباحثين قد أعادها إلى المتوكل على الله في القرن التاسع. وأيًا كان، فإن هذه الإجراءات قد دفعت المسيحيين إلى التقوقع في أحياء خاصة كباب توما وباب شرقي في دمشق والحميدية في حمص وأدت أيضًا إلى انعزال مدن صغيرة مسيحية كصيدنايا وصافيتا وزحلة في الريف.
نتيجة غياب المساواة بين المواطنين، أبرمت تفاهمات بين الدول الأوروبية والدولة العثمانية، منذ القرن السابع عشر، تقوم من خلاله الدول الأوروبية برعاية مصالح وحماية مسيحيي سوريا، وقد باتت أوروبا تعتبر هذه الامتيازات «حقوقًا لها»، فحمت فرنسا والنمسا الكاثوليك والإمبراطورية الروسية الأرثوذكس، وبريطانيا الجماعات البروتستانتية الصغيرة؛ وكانت الامتيازات تشمل تسهيلات في السفر، والتقاضي أمام محاكم خاصة، والتعليم، والإعفاء من الضرائب في قطاعات بعينها، وتعيين قناصل أو تراجم أو موظفين قنصليين في البلاد.
غير أن الفترة لم تكن تخلو من الأحداث السلبيّة كمجازر 1860 في جبل لبنان والتي انتقلت نحو زحلة وطرابلس واللاذقية ومنطقة الجليل ودمشق نفسها، وبينما يرى الأب بولس صفير أن التعمق في الفتنة لا يفضي إلى إيجاد سبب مقنع لها، ولذلك ففي رأيه هذه «فتنة مدبرة»، يرى سمير العنجوري أن المساواة بين المسيحيين والمسلمين وانخراط المسيحيين في السلك الإداري والاقتصادي وبروز دورهم في مختلف نواحي المجتمع أحد أبرز عواملها في دمشق. أفضت المجزرة إلى 12,000 قتيل، وقد شارك الوالي العثماني وجنده في حاصبيا ودمشق بعمليات القتل والنهب والإحراق التي طالت مناطق المسيحيين ومصالحهم الاقتصاديّة فضلاً عن مقتل ثلاثة قناصل لدول أوروبيّة في دمشق، وقد أدت المجازر أيضًا إلى انهيار اقتصاد جبل لبنان وصناعة الحرير والمنسوجات في دمشق، وقدرت مجمل الخسائر بنحو أربعة ملايين ليرة ذهبية. عمومًا يتفق المؤرخون أن السلطان قد راعه ما حدث، وأن تواطئ الوالي العثماني لا يعني بالضرورة تورط الدولة، هذا ما يترجم فعليًا بالإجراءات التي اتخذتها الدولة فقد عيّن السلطان عبد المجيد الأول، فؤاد باشا حاكمًا على الشام مخولاً بصلاحيات استثنائية، لرأب الصدع الذي حصل في المجتمع ولتفادي أي تدخل أوروبي، وقد قاد فؤاد باشا حملة اعتقالات بحق المتورطين بالمذابح ضد المسيحيين، فأعدم رميًا بالرصاص 111 شخصًا، وشنق 57 آخرين، وحكم بالأشغال الشاقة على 325 شخصًا ونفى 145؛ وكان بعض المحكومون من كبار موظفي الدولة في الشام. كما يذكر دور مسلمي لبنان ودمشق برعاية المسيحيين الفارين من المذابح ومساعدتهم، كالأمير عبد القادر الجزائري الذي فتح قلعة دمشق لإيواء الناجين.

### الاتحاد السوفيتي والكتلة الشرقية

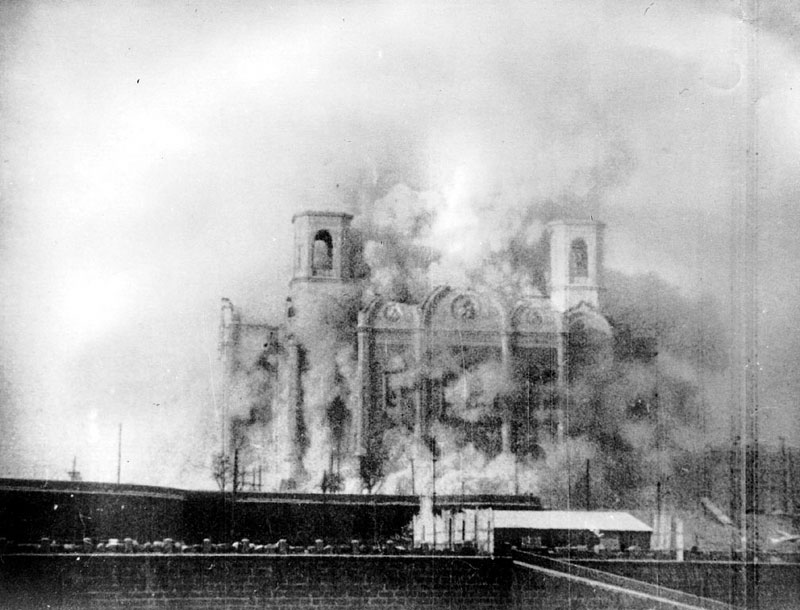
صورة تاريخية لتدمير كاتدرائية المسيح المخلص في موسكو سنة 1931. أدى اعتماد إلحاد الدولة في الاتحاد السوفييتي إلى حملة بين الأعوام 1921-1928 ضد الدين، والتي تم خلالها تدمير العديد من «المؤسسات الكنسية على المستوى المحلي أو الأبرشي أو الوطني بشكل منهجي».

على امتداد تاريخ الاتحاد السوفيتي أي بين الأعوام (1922-1991 م)، قمعت السلطات السوفياتية واضطهدت مختلف أشكال المسيحية بدرجات مختلفة تبعاً لحقبة محددة. إن السياسة السوفياتية المعتمدة على الأيديولوجية الماركسية اللينينة، جعلت الإلحاد المذهب الرسمي للإتحاد السوفيتي، وقد دعت الماركسية اللينينية بإستمرار السيطرة والقمع، والقضاء على المعتقدات الدينية.
وكانت الدولة ملتزمة بهدم الدين، ودمرت الكنائس والمساجد والمعابد، سَخِرت من القيادات الدينية وعرضتهم للمضايقات ونفذت بهم أحكام الإعدام، وأغرقت المدارس ووسائل الإعلام بتعاليم الإلحاد، وبشكل عام روجت للإلحاد على انه الحقيقة التي يجب على المجتمع تقبلها.
في ظل مبدأ إلحاد الدولة في الاتحاد السوفييتي، كان هناك «برنامج ترعاه الحكومة للتحول القسري إلى الإلحاد» من قبل الشيوعيين. وأدخلت الدولة نظامًا من المعتقد يسمى «الإلحاد العلمي»، الذي أحتوى على طقوسه ووعوده الخاصة. وقتل وسجن العديد من الكهنة، كما وأغلقت الآلاف من الكنائس. في عام 1925 أسست الحكومة عصبة الملحدين المسلحين لتكثيف أعمال الاضطهاد. وأعتبرت رابطة الملحدين المسلحين «منظمة مستقلة اسميًا أنشأها الحزب الشيوعي لتعزيز الإلحاد».
أعتبرت الدول الشيوعية الإلحاد الحقيقة العلمية الوحيدة. ومنعت السلطات السوفياتية الانتقادات للإلحاد واللاأدرية حتى عام 1936 أو لسياسات الدولة المعادية للدين؛ وكان النقد يمكن أن يؤدي إلى التقاعد القسري. وأصبح الإلحاد المسلح عنصرًا أساسيا في أيديولوجية الحزب الشيوعي في الاتحاد السوفيتي وسياسة ذات أولوية عالية لجميع القادة السوفيات. يقول كريستوفر مارش، أستاذ في جامعة بايلور إن «فكرة الدين كمنتج اجتماعي تطورت إلى حد السياسات التي تهدف إلى الإجبار وتحويل المؤمنين إلى الإلحاد».
أستمر في جميع أنحاء أوروبا الشرقية بعد الحرب العالمية الثانية، منها أجزاء من الإمبراطورية النازية التي غزاها الجيش الأحمر السوفياتي، إلى جنب يوغوسلافيا والتي أصحبت دولة يحكمها الحزب الشيوعي ومشروع التحول القسري إلى الإلحاد. وانتهى الاتحاد السوفياتي من زمن هدنة الحرب ضد الكنيسة الروسية الأرثوذكسية، ووسع نطاق الاضطهاد إلى الكتلة الشرقية الشيوعية الجديدة: "في بولندا والمجر وليتوانيا وبلدان أوروبا الشرقية الأخرى، تم اذلال وسجن القادة الكاثوليك الذين كانوا غير راغبين على الصمت علنًا من قبل الشيوعيين، وكان قادة الكنائس الأرثوذكسية الوطنية في رومانيا وبلغاريا أكثر حذرين ومُسَّلمين"، كتب جيفري بليني. في حين أن الكنائس المسيحية في الكتلة الشرقية عمومًا لم تعامل بالشدة والقسوة التي كانت موجودة في الاتحاد السوفييتي، الا أنَّه تم أغلاق جميع المدارس الدينية تقريبًا والعديد من الكنائس، وفقد رجال الدين المسيحيين أدوارهم البارزة رسميًا في الحياة العامة. وتم تعليم الأطفال الإلحاد، وسجن الآلاف من رجال الدين. وتم تحويل الكنائس المسيحية، جنبًا إلى جنب مع المعابد اليهودية والمساجد الإسلامية، في العيد من دول الكتلة الشرقية قسرًا إلى متاحف الإلحاد".
العدد الإجمالي لضحايا سياسات دولة السوفييت الإلحادية من المسيحيين تم تقديره بما يتراوح بين 12-20 مليون. استمرت المعتقدات والممارسات الدينية بين الغالبية العظمى من السكان، في الميادين المحلية والخاصة ولكن أيضًا في الأماكن العامة المنتشرة المسموح بها من قبل الدولة التي اعترفت بفشلها في استئصال الدين والأخطار السياسية من اندلاع حرب ثقافية لا هوادة فيها.

### المكسيك في القرن التاسع عشر والقرن العشرين

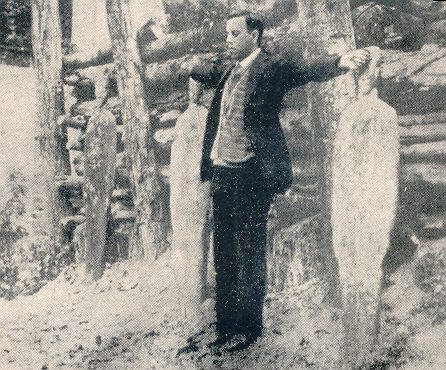
إعدام الراهب اليسوعي المكسيكي ميغيل برو.

صادر الرئيس المكسيكي بينيتو خواريز في القرن التاسع عشر أراضي الكنيسة. وقامت الحكومة المكسيكية في حملة ضد الكنيسة الكاثوليكية. وبدء عصر الإصلاحات حيث تمت صياغة دستور جديد في عام 1857 أسس لدولة علمانية وحكومة فيدرالية وحريات عدة. رفض المحافظون الاعتراف به وبدأت حرب الإصلاح 1858 وكان لكلا الفريقين حكوماتهم. انتهت الحرب في عام 1861 بانتصار الليبراليين بقيادة بينيتو خواريز وهو من السكان الأصليين للبلاد. في ستينيات القرن التاسع عشر، خضعت المكسيك لاحتلال عسكري من قبل فرنسا والتي أنشأت الإمبراطورية المكسيكية الثانية تحت حكم الأرشيدوق الهابسبورغي فرديناند ماكسيمليان من النمسا بدعم من رجال الدين الكاثوليك والمحافظين والذي بدل انتماءه لاحقًا وانضم إلى الليبراليين. استسلم ماكسيميليان وحوكم في 14 يونيو وأعدم في 19 يونيو 1867.
بعد الثورة المكسيكية بلغ ذروة الحملة المعادية للكاثوليكية في دستور 1917 والذي تضمن العديد من القوانين التي نظر لها الكاثوليك أنها تنتهك حقوقهم المدنيّة: مثل تجريم الجماعات الدينية الرهبانية، ومنع العبادة العامة خارج مباني الكنيسة، وحظر حقوق المنظمات الدينية من التملك، وسلب الحقوق المدنية الأساسية لأعضاء من رجال الدين (منع الكهنة من ارتداء الملابس الدينية في الخارج، والحرمان من الحق في التصويت، ولم يسمح للكهنة للتعليق على الشؤون العامة في الصحافة).
وكانت المكسيك أول دولة تحتضن سفارة الاتحاد السوفيتي، حيث لاحظ السفير السوفياتي على أنه «لا يوجد بلدين آخرين تظهر المزيد من أوجه الشبه بينهما مثل الاتحاد السوفيتي والمكسيك». عندما أدانت الكنيسة علنًا التدابير المعادية للقساوسة، سعى الرئيس الملحد بلوتاركو كاليس لفرض بقوة أحكام وتشريعات إضافية جديدة معادية للكاثوليكية معروفة باسم قانون كاليس.
وبسبب الاضطهادات، حصلت تمردات شعبية في أجزاء كثيرة من البلاد والتي دعيت باسم حرب المسيح الملك. وكانت آثار الاضطهاد على الكنيسة عميقة. حيث قتل ما بين سنوات 1926 و 1934 لا ما يقل عن أربعين الكهنة. حيث كان هناك 4,500 كاهن في خدمة الكاثوليك قبل الثورة، في عام 1934 كان هناك 334 كاهن مرخص له العمل من قبل الحكومة لخدمة خمسة عشر مليونًا من الكاثوليك، حيث تم القضاء على العدد الأكبر من الكهنة من خلال الهجرة، والطرد والاغتيال. وبحلول عام 1935، كانت 17 ولاية مكسيكية لا يوجد فيها كاهن على الإطلاق.

### معاداة المورمونية
تعرض أتباع كنيسة يسوع المسيح لقديسي الأيام الأخيرة للإضطهاد منذ تأسيسها في 1830. هذا الاضطهاد أدى إلى هربهم من نيويورك واوهايو إلى ولاية ميسوري، حيث ظل المورمون يعانون من هجمات عنيفة. في عام 1838، أعلن حاكم الولاية ليلبورن بوغز أن المورمون «يجب أن يعاملوا على أنهم أعداء، ويجب إبادتهم أو طردهم من ولاية ميسوري.» طرد على الأقل 10,000 من الولاية.
فرّ من المورمون في وقت لاحق إلى مدينة ناوفو في ولاية إلينوي، حيث تصاعدت العدائية مرة أخرى ضدهم. وفي مدينة قرطاج في ولاية إلينوي، حيث كان محتجزًا جوزيف سميث بتهمة الخيانة، اقتحم الغوغاء السجن وقتلوه. وقتل أيضًا هيروم شقيق سميث. بعد أزمة الخلافة، إتحد المورمون تحت سيطرة بريغهام يونغ، والذي نظم عملية الاخلاء من الولايات المتحدة بعد أن رفضت الحكومة الاتحادية حمايتهم. عبر حوالي 70,000 مورموني السهول الكبرى حتى وصلوا وادي سولت لايك والمناطق المحيطة بها. بعد الحرب المكسيكية الأمريكية، وأصبحت ولاية يوتا جزءًا من مساحة الأراضي الأمريكية.

### مدغشقر

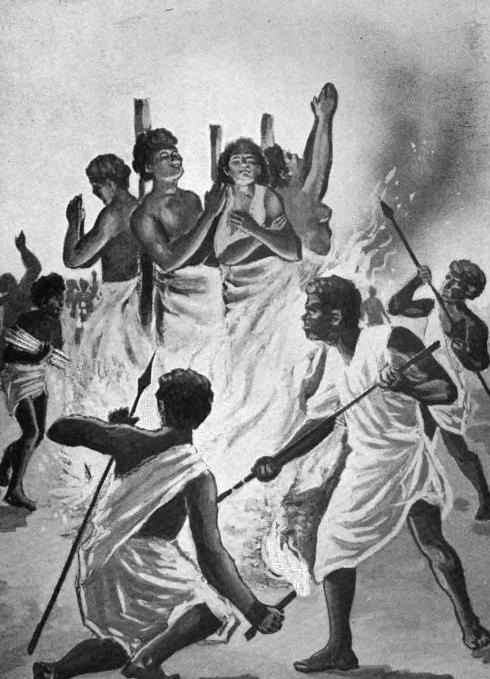
صورة تصوّر حرق المسيحيين في مدغشقر الملكة رانافالونا الأولى.

دخلت البروتستانتية من خلال مبشرّين ومبعوثين من جمعية لندن التبشيريّة في عام 1818 دعا الملك راداما الأول أصحاب الحرف من أوائل المسيحيين التبشيريين إلى العاصمة لنشر علمهم، وذلك بعد زيارته لمدرسة مدغشقر الرسمية الأولى، التي شّيدها أعضاء جمعية لندن التبشيرية في توماسينا عام 1818. بدأ أعضاء جمعية لندن التبشيرية بناء ورش عمل في ديسمبر  1820 بأنتناناريفو، لتعليم صناعة الطوب وحرفة النجارة الأوروبية، وبعض المهارات العملية الآخرى، كما أنشأوا شبكة مدارس عامة حيث كان يُدرّس علم الحساب واللغة الإنجليزية، بالإضافة إلى تعليم القراءة والكتابة باستخدام أجزاء من إنجيل اللغة الملاغاشية. بالرغم من نسبة الحضور العالية في المدارس، إلا أن أعضاء جمعية لندن التبشيرية لم ينجحوا في البداية في إقناع التلاميذ باعتناق المسيحية. رأى الملك راداما قرب نهاية عصره أن الذين اعتنقوا المسيحية غير محترِمين للسيادة الملكية؛ فمنع الملاغاشيين من أن يتنصروا أو أن يحضروا الشعائر المسيحية.
تسببت خلافة رانافالونا الأولى في البداية في تخفيف سيطرة الدولة على المسيحية، وتم تشغيل آلات طباعة كان قد استوردها أعضاء جمعية لندن التبشيرية في نهاية عصر راداما بفاعلية فقط في عام 1828. استُخدمت آلات الطباعة بأعلى كثافة أثناء السنوات الأولى من حكم رانافالونا، وتم ترجمة وطباعة آلاف التراتيل والمواد الآخرى، كما استُكملت ترجمة العهد الجديد في العام الثاني من ملكها، وتم طباعة وتوزيع 3000 نسخة بين عامي 1829 و 1830. منعت رانافالونا توزيع الكتب داخل الجيش منذ بداية حكمها، وذلك لمنع التآمر والحفاظ على النظام. أطلقت رانافالونا العنان للتبشيريين لتشغيل آلات الطباعة، كما أعفت كل العمال الملاغاشيين المُدرَبين من الخدمة العسكرية لتشغيل الآلات، كما اكتملت ترجمة العهد القديم وطُبعت النسخ الأولى في عام 1935. مُنح أعضاء جمعية لندن التبشيرية والملاغاشيين المسيحيين في الست سنوات الأولى من حكم رانافالونا، حرية طبع المواد الدينية وتعليم الدين في مدارس الدولة؛ مما أدى إلى رسوخ الديانة المسيحية بين مجموعة صغيرة ولكنها متزايدة من الذين تحولوا إلى المسيحية في العاصمة وحولها. أجازت رانافالونا في عام 1831 حضور الملاغاشيين للشعائر الدينية في الكنائس، وتناول القربان المقدس، وتنصير رعيتها، وفي خلال عام تم تنصير أول 100 ملاغاشي، من إجمالي 200 مسيحي ملتزم. هؤلاء الذين تحولوا إلى المسيحية كانوا ينتموا إلى مختلف الطبقات الاجتماعية كالعبيد والعامة والحكماء وموظفين البلاط الملكي، وحتى حاملي التمائم (السامبي) الذين كانوا يُعتبروا حصن الثقافة الموروثة.
أدى اعتناق الزعماء الدينيين والسياسيين والاجتماعيين للمسيحية إلى ردة فعل عنيفة، مما جعل رانافالونا أكثر حذراً من التأثيرات السياسية والثقافية للمسيحية، التي رأت أنها تقود الملاغاشيين إلى التخلي عن تقاليد أجدادهم. فرضت الملكة حظراً في أكتوبر ونوفمبر عام 1831 على الزيجات المسيحية، والشعائر الكنسية، وتنصير الجنود وأعضاء الحكومة الذين كانوا يدرسوا في المدارس التبشيرية، وفي ديسمبر امتد الحظر ليشمل حضور الملاغاشيين للشعائر الدينية في الكنائس. استمر التنصير والشعائر الكنسية في الخفاء بشكل متزايد من 1832 إلى 1834، وفي هذه الفترة اتُهم العديد من المسيحيين بالسحر وكان يتم نفيهم أو إخضاعهم لاختبار التانجينا، كما طلبت رانافالونا رحيل ثلاثة من التبشيريين، وأبقت فقط على أصحاب المهارات الفنية الخاصة التي رأت أن وجودهم مهم للدولة. حاولت الملكة عام 1835 أن توقف العمل في المطبعة بدون استهداف جمعية لندن التبشيرية بشكل مباشر، عن طريق منع العاملين الملاغاشيين من العمل في دار الطباعة. استغل أعضاء جمعية لندن التبشيرية عدم وجود أحكام قانونية ضد عملهم بالمطبعة، فتمكنوا من استمرار الطباعة بشكل مستقل وتوزيع المواد المطبوعة.
حظرت الملكة ممارسة المسيحية رسمياً على رعيتها في خطاب عام (Kabary) يوم 26 فبراير 1835، وحرصت في حديثها على التمييز بين شعبها الذي حظرت عليه اعتناق الديانة الجديدة واعتبرت ممارستها جناية، وبين الأجانب الذين سمحت لهم بالحرية الدينية وحرية الإرادة. اعترفت الملكة بالمساهمات الفكرية والتكنولوجية الهامة التي قام بها التبشيريون الأوروبيون من أجل تقدم بلدها، ودعتهم للإستمرار في العمل من أجل ذات الهدف بشرط أن يكفوا عن تحويل الأشخاص عن عقيدتهم:
كانت سياسة راداما الثاني، أكثر تساهلًا من سياسة رانافالونا الأولى الدينيّة، في عهده انتشرت البروتستانتية بين الطبقات العليا في منتصف 1800، بما في ذلك الملكة رانافالونا الثاني نفسها، أدى ذلك إلى نفوذ سياسي متزايد من المبشرين البريطانيين، والتي قادها رئيس الوزراء آنذاك لتشريع تحويل الديوان الملكي. دفع هذا التحويل إلى ازدياد شعبية البروتستانيتّة على نطاق واسع في جميع أنحاء البلاد في أواخر 1800.

### إسبانيا

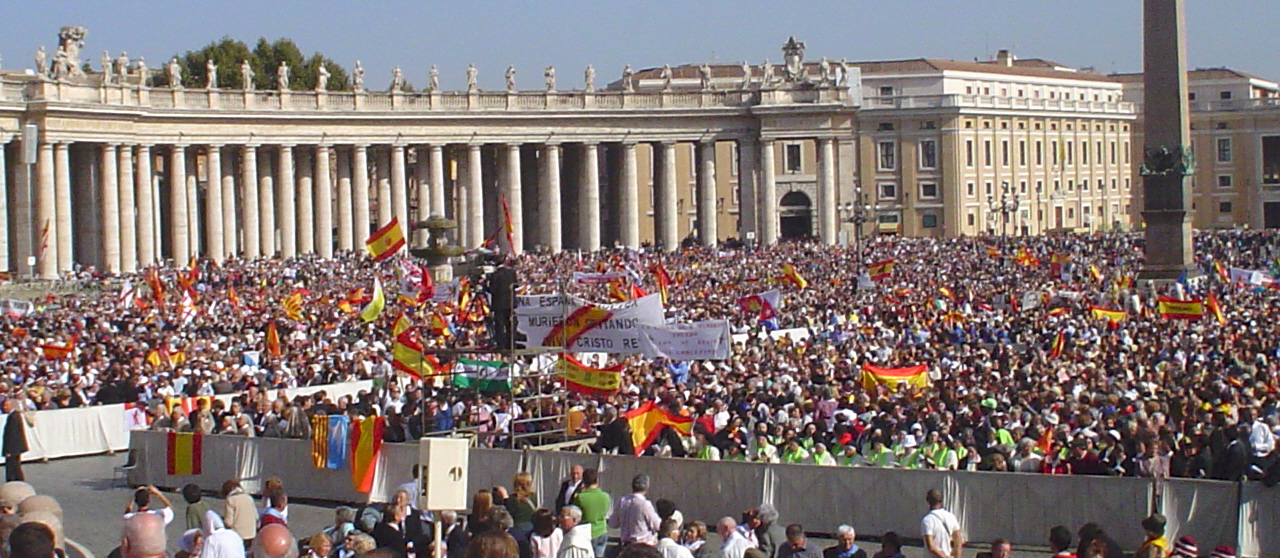
ذكرى تطويب 498 إسباني كاثوليكي قتلوا خلال الحرب الأهلية الإسبانية.

أصبحت الكاثوليكية دين الدولة في عام 1851، عندما وقعت الحكومة الإسبانية مع الكرسي الرسولي في الالتزام بدفع رواتب رجال الدين وغيرها من النفقات لدعم الكنيسة الكاثوليكية كتعويض عن الاستيلاء على ممتلكات الكنيسة. وقد تخلت عن هذه الاتفاقية في عام 1931، عندما فصل الدين عن الدولة واتخذ الدستور العلماني للجمهورية الإسبانية الثانية وفرضت سلسلة من الإجراءات ضد سيطره القساوسة التي تهدد هيمنة الكنيسة في إسبانيا، مما أثار دعم الكنيسة لإنتفاضة فرانسيسكو فرانكو خلال خمس سنوات في وقت لاحق. وأيدت الكنيسة الكاثوليكية انقلاب الجنرال فرنكو ضد الحكومة الجمهورية المنتخبة في العام 1936.
تم اضطهاد الكاثوليك من الأحزاب اليسارية المتطرفة والتي تبنت الأيدولوجية الإلحاديَّة في الغالب، قبل وفي بداية الحرب الأهلية الإسبانية (1936-1939)، وتم قتل ما يقرب من 7,000 من الكهنة ورجال الدين، فضلا عن الآلاف من الناس العاديين، بسبب إيمانهم.
خلال الحرب الأهلية الإسبانية 1936-1939، وخصوصا في الأشهر الأولى من النزاع، أعدم العديد من رجال الدين من قبل اليساريين والملحدين والشيوعيين والفوضويين. عدد القتلى من رجال الدين تضمن وحدها ثلاثة عشرة أسقف و 4,172 كاهن أبرشي وإكليريكي، فضلًا عن 2,364 راهب و283 راهبة، من أصل 6,832 ضحية إكليريكية. بالإضافة إلى قتل رجال الدين والمؤمنين، وكان تدمير الكنائس وتدنيس الأماكن المقدسة على نطاق واسع. في ليلة 19 يوليو 1936، تم إحراق حوالي خمسين كنيسة. وفي برشلونة من أصل 58 كنيسة، لم تنج سوى كاتدرائية، ووقع تدنيس مماثل في كل مكان تقريبًا في إسبانيا الجمهورية. وقد دعيت الأعمال العنف المعادية للكاثوليكية «الاضطهاد الأوسع الأكثر عنيفًا ضد الكاثوليكية في التاريخ الغربي، بطريقة أو بأخرى حتى أكثر عنفًا من الثورة الفرنسية».

### ألمانيا النازية

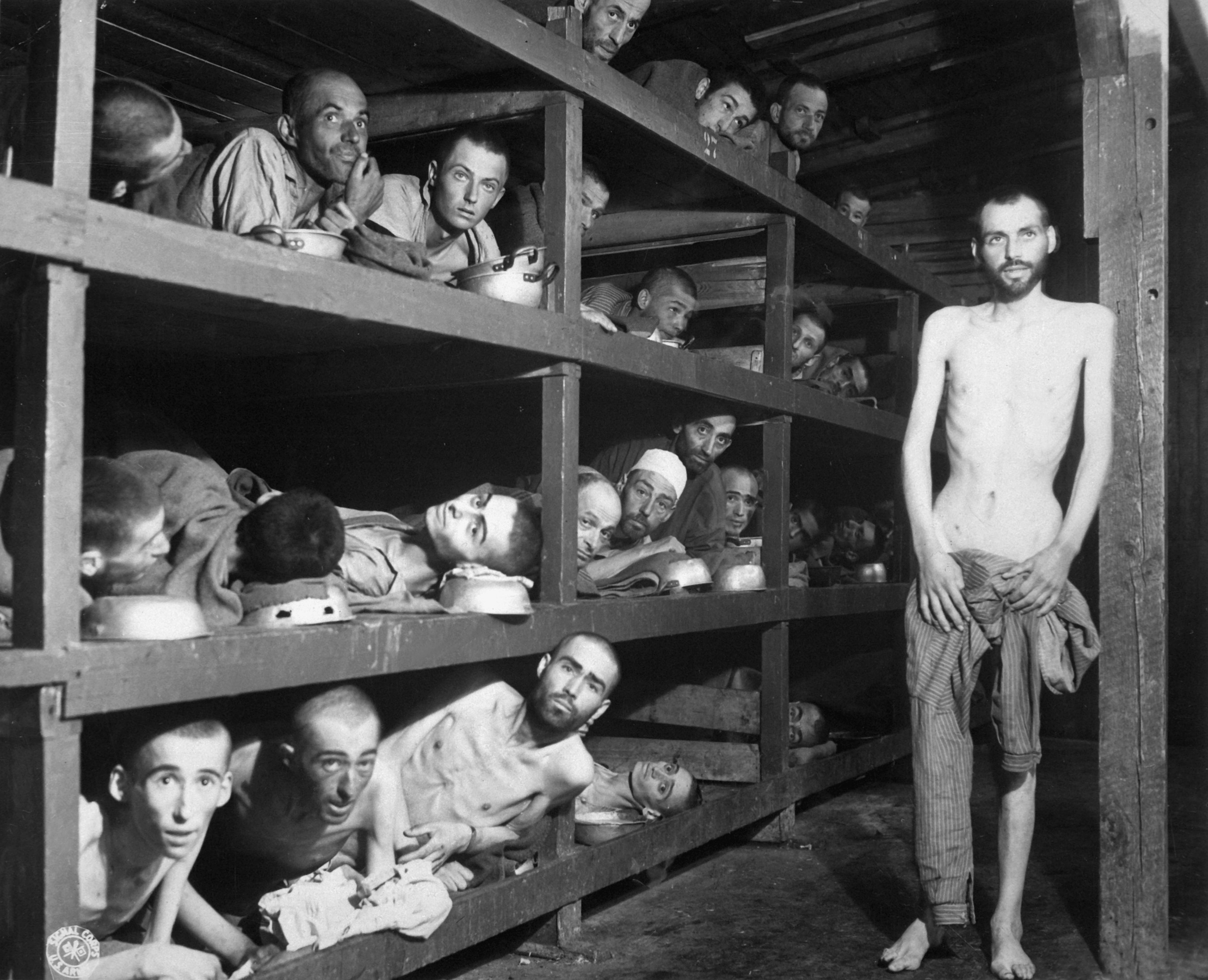
معسكر الإعتقال بوخنفالد هو واحد من المخيمات التي سجن فيها شهود يهوه.

في البداية حظي هتلر والنازيين بعض الدعم من الطوائف المسيحية، ويرجع ذلك أساسًا إلى قضية مشتركة ضد الشيوعيين المناهضين للدين، وكذلك للمعاداة السامية المتابدلة. وعندما وصل النازيون إلى السلطة قاموا بتوطيد سلطتهم على الكنائس الألمانية وجعلها تتماشى مع المثل النازية. ويقول بعض المؤرخين أن هتلر لديه خطة سرية، والتي يقول كانت موجودة حتى قبل صعود النازيين إلى السلطة، وهي تدمير المسيحية في الرايخ الثالث، والذي كان من المقرر أن يتم السيطرة وتخريب الكنائس بعد الحرب. حاول الرايخ الثالث تأسسيس نسختهم الخاصة من المسيحية ودعيت مسيحية إيجابية وقد قال هانز كيرل وزير الشؤون الكنسية عن هذه الحركة : بأن هذه الحركة غير طائفية وتهدف إلى تغيير إيمان المسيحيين الألمان وإلى عدم إيمانهم بالتلاميذ وبكون المسيح ابن ألله وبكون المسيح من العرق السامي ويجب أن يكون إيمان المسيحيين الألمان متماشياً مع المعتقدات النازية في مسألة معاداة السامية وهذا ما أبدى اعتراض عدة جال دين مسيحيين في ألمانيا ضد أدولف هتلر. وقد قال المؤرخ البريطاني إيان كيرشو بأن هتلر أسس هذه الحركة لكي يماشي المسيحية مع معتقداته بتفوق الجنس الآري، انتهت هذه الحركة بعد سقوط ألمانيا النازية في سنة 1945.
تعرض القادة والمثقفين المسيحيين للإضطهاد بسبب أنشطتهم السياسية المناهضة للنازية. بين عامي 1939-1945، قتل ما يقدر ب 3,000 شخص، وحوالي 18% من مجمل رجال الدين الكاثوليك البولنديين، للاشتباه في علاقات مع المقاومة البولندية أو جماعات يسارية أو لإيواء اليهود (والذي كان يعاقب عليه بالإعدام). خارج التيار المسيحي العام، كان شهود يهوه هدفًا للإضطهاد النازي، لرفضهم مبايعة الحكومة النازية. وعرضت الحكومة النازية على شهود يهوه فرصة قسم الولاء للدولة النازية، ولكن قلة من شهود يهوه قامت بذلك. وتم إرسال أكثر من 12,000 من شهود يهوه إلى معسكرات الاعتقال، وقدرت أعداد القتلى بحوالي 2,500-5,000 شخص.

## الوضع الحالي (1989 حتى الآن)
وفقًا للبابا بنديكتوس السادس عشر، المسيحيين هم المجموعة الأكثر تعرضًا للإضطهاد في العالم المعاصر. وقد أفاد الكرسي الرسولي أن أكثر من 100,000 مسيحيين يقتل بعنف سنويًا بسبب دينهم. وفقًا للتحالف الإنجيلي العالمي، يحرم أكثر من 200 مليون مسيحي من حقوق الإنسان الأساسيّة وذلك فقط بسبب إيمانهم. من بين 100-200 مليون مسيحي المتعرضين للهجوم بسبب إيمانهم، يتعرضون للإضطهاد بشكل خاص في الدول التي تقطنها أغلبية مسلمة. المسيحيين يعانون أكثر عدديًا من أي جماعات دينية أو جماعات دون إيمان في العالم. من بين أتباع أكبر ثلاث ديانات في العالم يتعرض المسيحيين لحوالي 80% من مجمل أعمال التمييز الديني. وفقاً للجمعية الدولية لحقوق الإنسان فإن المسيحيين هم الأكثر تعرضاً للاضطهاد حيث أن 80% من جميع أعمال التمييز الديني موجهة ضد المسيحيين. وذلك على الرغم من أن المسيحيين يشكلون 33% من سكان العالم. أشار تقرير بريطاني في عام 2019 طلب إعداده جيريمي هنت وزير الخارجية البريطاني، إن اضطهاد المسيحيين بلغ حد «الإبادة الجماعية»، وأضاف أن المسيحيين هم أكثر الجماعات تعرضا للاضطهاد الديني. وأفاد التقرير المرحلي بأن «ممارسات الإبادة الجماعية بلغت مداها، وأن المسيحية تواجه خطر الاختفاء من أجزاء في الشرق الأوسط».
كل عام، تنشر المنظمة المسيحية غير الهادفة للربح الأبواب المفتوحة قائمة أكثر خمسين بلدًا حيث اضطهاد المسيحيين لأسباب دينية هو الأسوأ. وإحتلت في قائمة عام 2014 البلدان التالية العشرة الأوائل «لأكثر الدول اضطهادًا للمسيحيين»:
- كوريا الشمالية
- الصومال
- سوريا
- العراق
- أفغانستان
- السعودية
- جزر المالديف
- باكستان
- إيران
- اليمن

### العالم الإسلامي

الدول الإسلامية التي تفرض عقوبة الإعدام على جريمة الردة اعتبارًا من عام 2013. العديد من البلدان الإسلامية الأخرى تفرض عقوبة السجن بتهمة الردة أو التجديف أو غيرها من القوانين.

يواجه المسيحيين مستويات متزايدة من الاضطهادات في العالم الإسلامي. وتشمل الدول الإسلامية التي يعانى السكان المسيحيين من التمييز والإضطهادت الحادّة وفي بعض الموت والقتل؛ العراق، وإيران، وسوريا، وباكستان، وأفغانستان، وفلسطين، ومصر، والمملكة العربية السعودية، وتركيا، وليبيا، واليمن، والسودان، والصومال، وقطر، وأوزبكستان، ونيجيريا، وتونس، والأردن، وسلطنة عمان، والجزائر، ومالي، والكويت، والمغرب، وإندونيسيا، وماليزيا، والنيجر، وتنزانيا، وكازاخستان، وطاجيكستان، وتركمانستان، وموريتانيا، وإريتريا، والبحرين، وجزر القمر، وجيبوتي، وبروناي، وتنزانيا، وجزر المالديف، وكينيا، وتشاد ودولة الإمارات العربية المتحدة.
تجّرم أغلب الدول الإسلاميّة التحول من الإسلام إلى الدين آخر. ويواجه العديد من معتنقو المسيحية ذووي الخلفية الإسلامية نبذ اجتماعي أو السجن وأحيانًا القتل وذلك على خلفية تحولهم للمسيحية.

#### أفغانستان
لا تعترف جمهورية أفغانستان الإسلامية بوجود المواطنين الأفغان المسيحيين، ولا يسمح قانونيًا للمواطنين الأفغان على اعتناق المسيحية. على الرغم من عدم وجود قوانين واضحة تمنع التبشير، العديد من السلطات فضلًا عن معظم المجتمع الأفغاني يعارض التبشير على اعتبار أنه تتعارض مع معتقدات الإسلام. لا يوجد سوى كنيسة واحدة معترف بها قانونياً في أفغانستان وتقع داخل الحي الدبلوماسي، وليست مفتوحة للمواطنيين المحليين.
أثارت قضية عقوبة الإعدام على مواطن أفغاني يدعى عبد الرحمن بسبب تحوله للديانة المسيحية سنة 2006، ضجًة عالميّة وضغط مكثف من الحكومات الغربية منها الولايات المتحدة، بريطانيا وفرنسا وكندا وهولندا والنمسا والدنمارك وألمانيا فضلًا عن منظمة الأمم المتحدة والاتحاد الأوروبي من أجل إطلاق صراح المتنصّر عبد الرحمن، وانتهت القضية بعدما وصل عبد الرحمن إيطاليا بعد أن عرضت عليه الحكومة الإيطالية اللجوء.
في عام 2008، قتل طالبان مسؤولة الإغاثة البريطانية، غايل وليامز، «لأنها كانت تعمل لحساب منظمة تبشيريّة مسيحيةّ في أفغانستان» على الرغم من أنها كانت حريصة للغاية على عدم محاولة تحويل الأفغان للدين المسيحي.

#### الجزائر

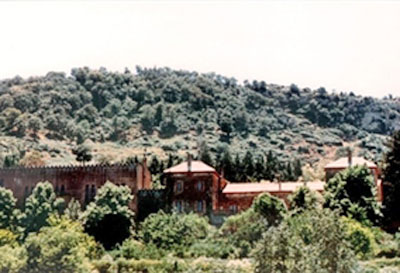
دير تيبحيرين؛ الذي شهد قتل الرهبان السبعة.

غداة الاستقلال بعد 5 يوليو 1962 قدّرت أعداد المسيحيين في الجزائر بأكثر من مليون نسمة كانت نسبتهم تمثل أكثر من 12% من سكان الجزائر. وعقب استقلال الجزائر هاجرت اعداد كبيرة من مسيحيين الجزائر مع تعرضهم لموجات العنف، منها اغتيال أسقف وهران بيار كلافري الكاثوليكي وقتل الرهبان السبعة في تيبحرين بالجزائر عام 1996. حيث قامت الجماعات الإرهابية المسلحة بقتل الرهبان السبعة بعد اتهامهم بالعمالة والجوسسة والتبشير بالمسيحية ولقد تبنت الجماعة الإسلامية المسلحة المعروفة اختصارا الجيا بتبن العملية في مايو من نفس السنة. خلال تلك الحقبة، والمعروفة باسم العشرية السوداء، فقد بين 100,000 و200,000 الجزائريين حياتهم.
يتعرض البروتستانت الجزائريين من الأصول المُسلمة إلى العديد من المضايقات من قبل الحكومة.

#### بنغلاديش
في 3 يونيو 2001 قتل تسعة أشخاص في انفجار في كنيسة كاثوليكية في جوبالجانج.

#### مصر
ترى الحكومة المصرية نفسها حكومة مساوية لا تميز بين المصريين عملاً بالمواطنة، وتستند على السماح للمسيحين بالالتحاق بالجيش والعمل في الشرطة ووجود عدداً من الوزراء ورجال الدولة واحتفال الدولة رسمياً بالأعياد القبطية. بينما يرى عدد من الناشطين في مجال حقوق الإنسان غياب التطبيق الحقيقي للمساواة وعدم الرغبة في التقليل من الاحتقان الطائفي، وأن المسيحيين في مصر يعانون من التمييز الطائفي، ويتمثل هذا في عدة اتجاهات مثل قضية بناء الكنائس في مصر؛ أو وجود نسبة قليلة جدًا في المسيحيين يشغلون مناصب هامة، كضباط في الجيش؛ ومن العلاقة المتوترة والاقتتالات طائفية مع المسلمين، ومع ذلك فقد برز عدد من الأقباط في المجالات الاقتصادية والثقافية؛ فهناك تقارير حكومية تقول ان الأقباط يسيطرون على 30%-40% من الاقتصاد المصري، في حين طبقًا لتقديرات غير رسمية فثروة الأقباط لاتقل عن 50% من حجم الاقتصاد المصري، وأن 22% من شركات القطاع الخاص المصري التي تأسست خلال فترة التخلي عن الاشتراكية بين عامي 1974 و1995 هي لأقباط أيضًا، ويسيطر الأقباط على 60% من الصيدليات و45% من العيادات الطبية الخاصة، كما ويحتل ثلاثة من الأقباط من أسرة ساويرس رأس قائمة أغنى أغنياء مصر، وذلك حسب التصنيف السنوي الذي تصدره مجلة فوربس.
حدثت الأحداث الطائفية حادثة الكشح وهي عبارة عن أعمال عنف واضطرابات وقعت في 31 ديسمبر 1999 في منطقة الكشح بمركز البلينا بمحافظة سوهاج في صعيد مصر. أدت أعمال العنف إلى مقتل 20 شخصا كان 19 منهم من أتباع الكنيسة القبطية وأصيب 33 آخرون بجروح. استنادا إلى افادات رسمية عن الحادث فإن خلافا وقع بين تاجر قبطي وأحد الزبائن المسلمين عشية رأس السنة في 31 ديسمبر 1999 كان السبب وراء اندلاع المواجهات، إلا أن التوتر كان سائدا في البلدة عندما استرعت الكشح الانتباه الدولي للمرة الأولى في عام 1998، عندما اتهمت جماعة مصرية تعنى بحقوق الإنسان الشرطة باعتقال مئات الأقباط وتعذيب العديد منهم أثناء تحقيقها في جريمة قتل اثنين من المسيحيين وعبرت الجماعة عن اعتقادها بأن الشرطة وقتها كانت تريد إلصاق التهمة بأحد الأقباط لتجنب تصعيد حدة التوتر بين المسلمين والمسيحيين
وقد نفت الحكومة المصرية ذلك في حينه. في ليلة رأس السنة الميلادية حدث انفجار استهدف كنيسة القديسين مار مرقص الرسول والبابا بطرس خاتم الشهداء بمنطقة سيدي بشر بمدينة الإسكندرية صباح السبت 1 يناير 2011 في الساعة 12:20 عشية احتفالات رأس السنة الميلادية.
لا تعترف الحكومة المصرية بعملية التحول عن الإسلام وفي حالة اعتناق المسيحية. ويرى المسيحيون أن ظهور التيارات السلفية والإسلامية على الساحة السياسية بعد الإطاحة بحكم حسني مبارك في عام 2011 أدى لجعل المسيحيين الأقباط هدفًا للتمييز والاعتداءات المتزايدة. في عام 2011 حرقت كنيسة قبطية سبقه احتجاجات ضد تعيين محافظ قنا المسيحي الديانة ثم أحداث ماسبيرو وهي عبارة عن تظاهرة انطلقت من شبرا باتجاه مبنى الإذاعة والتلفزيون المعروف باسم «ماسبيرو» ضمن فعاليات يوم الغضب القبطي، ردًا على قيام سكان من قرية المريناب بمحافظة أسوان بهدم كنيسة قالوا أنها غير مرخصة، وتصريحات لمحافظ أسوان اعتبرت مسيئة بحق الأقباط. وتحولت إلى مواجهات بين المتظاهرين وقوات من الشرطة العسكرية والأمن المركزي، وأفضت إلى مقتل بين 24 إلى 35 شخصًا أغلبهم من الأقباط. كما وكان قد أثار قرار لجنة تحكيم عرفية طرد 8 أسر قبطية وأسرة مسلمة من قرية شربات في محافظة الإسكندرية، على خلفية وجود علاقة جنسية بين شاب مسيحي وفتاة مسلمة، الكثير من الغضب بين نواب برلمانيين ونشطاء قبطيين.
وأثار عدد من الإسلاميين الجدل عقب وصفهم للمسيحيين بالكفار على التلفزيون ومطالبتهم بدفع الجزية. في أكتوبر 2011، تبنى البرلمان الأوروبي مشروع قرار اتهم فيه مصر باضطهاد السكان المسيحيين. وبعد تولي محمد مرسي رئاسة الدولة بحلول منتصف عام 2012 كان 10,000 مسيحي قد فر من البلاد. وقد منحت هولندا في يوليو من نفس العام حق اللجوء السياسي للمسيحين في مصر. يُذكر أنه بدأت أولى موجات هجرة الأقباط للخارج بعد قيام ثورة 23 يوليو 1952 مباشرة، ومع صدور قانون التأميم، لاسيما أن الأقباط كانوا أكثر المصريين ثراء، وبعد انتزاع بعض أملاكهم سارعوا للهجرة إلى دول أميركا وأوروبا وكندا، ثم توالت الموجات مع اندلاع أي حادث له صبغة طائفية، وشهدت الفترة التي حكم الرئيس الراحل أنور السادات فيها العديد من موجات الهجرة، غير أنها زادت في عهد الرئيس السابق حسني مبارك، لاسيما بعد تردي الأحوال الاقتصادية، بينما كان أيضًا سبب ظاهري آخر وهو المعاناة من الاضطهاد الديني.

#### إندونيسيا
تعرض الكاثوليك لبعض من الأعمال المعادية للمسيحية منها أعمال شغب بنجرماسين مايو 1997 التي وقعت في 23 مايو 1997 في اليوم الأخير من الحملة الانتخابية لـلانتخابات التشريعية الإندونيسية، 1997. حصلت أعمال العنف في مدينة بنجرماسين الإسلامية المتشددة، حيث كان مؤيدو حزب التنمية المتحدة (PPP) يشعرون بالظلم من استغلال السلطة الواضح من حزب جولكار الحاكم. وبعد صلاة الجمعة، قام آلاف بالهجوم على المؤيدين المتجهين إلى مسيرة تابعة لحزب جولكار.
تسبب العنف الناتج في مقتل العديد من مؤيدي جولكار، بالإضافة إلى الهجوم على أعمال تجارية ضخمة وعلى مسيحيين وصينيين. حرقت كنيسة باتاك البروتستانتية، القريبة من مسجد كبير، ومنازل مجاورة يمتلكها صينيون وكاتدرائية سانت ماري الكاثوليكية وكنيستين كاثوليكيتين والعديد من المدارس الكاثوليكية ومنزل أحد المسنين. هذا بالإضافة إلى تخريب أو تدمير 8 مراكز تسوق ومتجر ليما كاهايا (الأكبر في المنطقة في ذلك الوقت) وأعمال تجارية يمتلكها صينيون وكنائس تابعة لسبع طوائف ومعبد بوذي وفندقين و21 سيارة و130 منزلاً وأربعة مبان حكومية.
في يناير 1999 لقي عشرات الآلاف من المسييين حتفهم عندما تم ترويعهم من قبل المسلحين المسلمين بسبب التصويت لصالح الاستقلال في تيمور الشرقية. في عام 2005 قطعت رؤوس ثلاث فتيات مسيحيات انتقامًا لمقتل مسلمين مما أدى إلى أعمال شغب بين المسيحيين والمسلمين. سجن الرجال المتهمين في عملة ي القتل، بما في ذلك زعيم الجماعة الإسلامية حسن الدين.

#### إيران
يمثل المسيحيون اليوم في إيران حوالي 300 الف نسمة. وقد تقلص عددهم من 5 بالألف إلى 1 بالألف منذ قيام الثورة الإسلامية عام 1979. أدت ثورة الإمام الخميني إلى هجرة الكثير من المسيحيين خصوصاً بعد حرب الثماني سنوات مع العراق وصراع إيران مع الولايات المتحدة الأميركية إضافةً إلى ان توجهات الثورة الإسلامية نحو أسلمة المجتمع الإيراني والتي دفعت إلى أكثر من ثلثي مسيحي إيران للرحيل إلى الخارج.
يُعتبر اعتناق المسلم للديانة المسيحية جريمة في إيران ويعاقب عليها ولعل احدث قضية هي محاكمة يوسف نادرخاني هو قسيس بروتستانتي إيراني من مواليد عام 1977 من مدينة رشت في محافظة كيلان شمال إيران. اعتنق المسيحية عندما كان يبلغ التاسعة عشرة من عمره، وعمل منذ عام 2000 كقسيس لكنائس منزلية عدة غير مرخص لها، اعتقل عام 2009 وحكم عليه بالإعدام بتهمة الارتداد عن الإسلام عام 2010. كذلك يمنع التبشير في إيران. استنادا إلى منظمة أبواب مفتوحة تعتبر إيران إحدى أكثر ثلاثة دول يتم فيها اضطهاد المسيحيين حيث يتم منع التبشير وملاحقة المتنصرين من خلفية إسلامية.
يعتبر غوربان توراني أول من حوكم بتهمة الردة وهو أول جريمة قتل للردة لعدة سنين، نقطة أساسية لصعود الملاحقة المجددة لمعتنقي المسيحية من الإسلام في أيران وحركة الكنائس المنزلية الصغيرة، ولكن النامية. ووفقاً للمعارضة الإيرانية أنه منذ 25 ديسمبر 2010 وحتى 6 يناير 2011 اعتقلت إيران نحو 60 من زعماء الأقلية المسيحية في طهران بتهمة العمل في الدعاية لدينهم. وسبق أن اغتيل حايك هوفسيبيان مهر، مطران كنيسة «جماعتي رباني» البروتستانتية عام 1994، المشهور بدفاعه عن العقيدة المسيحية والذي رفض، مع آخرين، سنة 1993 توقيع إعلان ينص على أنه سيمنع المسلمين من الانضمام إلى كنيسته.
وكانت السلطات الإيرانية اتهمت حركة مجاهدي خلق باغتيال مهر، إلا أن بعض المراقبين رفضوا هذا الزعم، واعتبروا أن «مقتله جاء من ضمن مجموعة من الاغتيالات السياسية لمجموعة كتاب وناشطين سياسيين من قبل المخابرات الإيرانية بأمر من سعيد إمامي نائب وزير المخابرات الإيراني.»
وفي سنة 2008 صوت البرلمان الإيراني بالأغلبية الساحقة لصالح مشروع “قانون العقوبات الإسلامي”، التي من شأنها تقنين عقوبة الإعدام لمن يترك دينه الإسلامي من الذكور أما النساء فقد حددت العقوبة بالسجن مدى الحياة. وقد تم سجن عدد من معتنقي المسيحية منهم حامد برمند عقيد سابق في الجيش الإيراني.

#### العراق

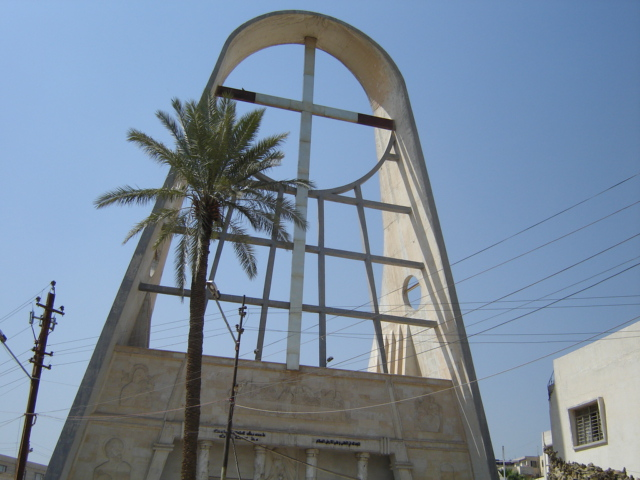
كنيسة سيدة النجاة التي تم ذبح مسيحيين في داخلها أثناء قداس يوم الأحد على مرأى القوات العراقية والأمريكية.

منذ بدء حرب العراق عام 2003 وبسبب الميليشيات العسكرية والتنظيمات الإرهابية التي انتشرت في البلد واستهدفت المسيحيين، تأزم الوضع الإنساني في العراق بصورة كبيرة حتى أن لجنة الصليب الأحمر الدولي وصفته في مارس 2008 بأنه الوضع الإنساني الأسوأ في العالم. ضمن هذا الإطار تَرَدَّتْ أيضاً أوضاع المسيحيين بشكل كبير، حيث أشار تقرير نشره موقع البي بي سي العربي إلى أن قرابة نصف المسيحيين العراقيين والمقدر عددهم بـ 800 ألف نسمة قد فَرُّوا إلى الخارج بسبب أحداث العنف، حيث تعرض قسم منهم لأحداث إجرامية كالخطف والتعذيب والقتل، وتكررت بشكل خاص حوادث اختطاف واغتيال رجال الدين المسيحي، كما حدث عام 2005 عندما وَقَع بولص إسكندر أحد قساوسة الكنيسة السريانية الأرثوذكسية بيد جماعة مسلحة في أحد شوارع الموصل، وطالب الخاطفون حينها بفدية دفعتها لهم أسرة القس إلا أن جثة الأخير وجدت بعد فترة ملقاة في شارع مقطوعة الرأس والأطراف. وفي مطلع عام 2005 خطف باسيل جورج القس موسى مطران كنيسة السريان الكاثوليك في العراق وأُخلي سبيله فيما بعد. وفي كانون الأول/ديسبمر 2006 اختطف في بغداد سامي الريس الكاهن في الكنيسة الكلدانية وأطلق أيضاً، وبعد أيام من اختطاف الأخير أعلن عن مقتل القسيس البروتستانتي منذر الدير البالغ من العمر 69 عاماً. وفي 3 حزيران/يونيو 2007 تعرض قسيس كلداني يدعى رغيد كني لإطلاق نار من مجهولين قتل على إثره مع ثلاثة من الشمامسة بعد خروجهم من الكنيسة في مدينة الموصل. وأشار تقرير بي بي سي إلى أن استهداف الكهنة المسيحيين يرجع لأسباب عديدة منها: الدافع الديني للمتطرفين الذين يريدون إخلاء العراق من العناصر غير المسلمة، وأيضاً الدافع المالي الذي تعمل بناءً عليه عصابات إجرامية باستخدام الدين كذريعة لها في اختطاف رجال الدين وطلب فديات كبيرة لإطلاق سراحهم، مستغلين الوضع المالي الجيد الذي تتمتع به الجماعة المسيحية العراقية، كما أن المسيحيين لا يحظون كنظراءهم العراقيين من السنة والشيعة والأكراد بعلاقات عشائرية واسعة أو مليشيات مسلحة توفر لهم الحماية والأمن.
في عصر 31 تشرين الأول 2010 اقتحم مسلحون تابعون لمنظمة دولة العراق الإسلامية التابعة لتنظيم القاعدة في بلاد الرافدين كنيسة سيدة النجاة للسريان الكاثوليك بالكرادة في بغداد أثناء أداء مراسيم القداس. انتهت الحادثة بتفجير المسلحين لأنفسهم وقتل وجرح المئات ممن كانوا بداخل الكنيسة.
في يوم 10 حزيران/يونيو سقطت كامل محافظة نينوى تقريبأ في أيدي تنظيم الدولة الإسلامية في العراق والشام وفي غضون 24 ساعة هاجر نصف مليون شخص من المدينة. ثم لاحقاً أعطى التنظيم مهلة للمسيحيين حتى 19 تموز/يوليو لترك المحافظة أو دفع الجزية أو اعتناق الإسلام. أعقب ذلك أكبر هجرة من نوعها للمسيحيين في الشرق الأوسط منذ الحرب العالمية الأولى، وأصبحت مدينة الموصل خالية من المسيحين لأول مرة في تاريخها. لاحقاً أحرقت كنيسة عمرها 1836 عامأ من قبل مسلحي تنظيم الدولة الإسلامية.
وفي 28 يوليو 2014، أعلن وزيرا الخارجية والداخلية الفرنسيان لوران فابيوس وبرنار كازنوف، عن استعداد فرنسا لتسهيل استقبال مسيحيي العراق المعرضين للاضطهاد من الجهاديين.

#### ماليزيا
إزدادت القيود على المسيحية في ماليزيا مع وصول حكومة أكثر إسلاميّة. فوضعت القيود على بناء كنائس جديدة. مدينة شاه علم لم يسمح فيها ببناء الكنائس. لا يسمح للمسيحيين التبشير بين المسلمين والأدب المسيحي والمواد والكتب المسيحيّة يجب أن تكون لغير المسلمين فقط. وبالمثل، فإن الفيلم آلام المسيح اقتصر عرضه على المشاهدين المسيحيين فقط. في أبريل 2005 تم اعتقال اثنين من المسيحيين لتوزيع مواد مسيحية أمام أحد المساجد، على الرغم من أن التهم أسقطت في وقت لاحق. القيود المفروضة على نشر المواد المسيحية بلغة الملايو هي أقل صرامة في شرق ماليزيا عنها في الغرب. الجمعة العظيمة هي أيضًا عطلة رسمية في ماليزيا الشرقية، لكنها ليست عطلة وطنيّة على مستوى البلاد.
وقد تسبب استخدام كلمة الملايو «الله» في نزاع حول استخدام كلمة الله في ماليزيا، وقد حظرت الاناجيل في اللغة الملايوية بسبب استخدام هذه الكلمة. وكان قد أفتى السلطان شرف الدين إدريس شاه، سلطان مقاطعة سلاغور الماليزية، بمنع غير المسلمين من النطق بلفظ «الله» باللغة العربية. يُشار إلى أن المحكمة العليا في ماليزيا ألغت حظراً سابقاً أقرته الحكومة يمنع بموجبه ذكر اسم الله في وسائل الإعلام المسيحية في إشارة إلى الله، وقد أعقب القرار موجة عنف دينية واعتداءات على الكنائس اجتاحت البلاد.

#### نيجيريا
قصفت مجموعة بوكو حرام الإسلامية عدد من الكنائس وقتل العديد من المسيحيين الذين يعتبرونهم من الكفار.

#### باكستان
يعاني المسيحيون في باكستان، وبقية الأقليات الدينية، من اضطهاد مزدوج ديني واجتماعي، ومن المشاكل التي تواجه مسيحيي باكستان قانونٌ التجديف الذي أثار الكثيرَ من الجدلِ، حيث وجهت إلى مئات من المسيحيين جنب إلى جنب بعض المسلمين اتهامات متكررة باهانة الإسلام. وقد تم اصدرا أحكام الإعدام على خلفية قانون التجديف بحق اثني عشر على الأقل.
وحصدت أعمال العنف الناتجة من قضايا اهانة الدين منذ 1990 في باكستان 18 مسيحيا و16 مسلما (من السنة والشيعة) واثنين من اتباع المذهب الأحمدي وهندوسيا، بحسب اللجنة الوطنية للعدل والسلم التي تجمع اساقفة باكستان الكاثوليك. وجميعهم قتلوا في عمليات تصفية خارج اطار القضاء فيما لم ينفذ القضاء مرة عقوبة اعدام صادرة في هذا السياق.
ومن القضايا المعروفة على مستوى الإعلام قضية أيوب مسيح، وهو مسيحي، أتهم بالكفر وحُكم عليه بالإعدام في عام 1998. اتهم أحد الجيران أيوب مسيخ بأنه من كان يؤيد الكاتب سلمان رشدي، مؤلف كتاب آيات شيطانية. أيدت محاكم الاستئناف الإدانة. ومع ذلك، أثيت محاميه أمام المحكمة العليا في باكستان، أن جار مسيح المُتهم قد استخدم قانون التجديف من أجل ادانة عائلة مسيح والحضول على أراضيهم والسيطرة على ممتلكاتهم مستغلًا قانون التجديف. وقد تم الإفراج عن مسيح.
في 22 سبتمبر 2006، ألقي القبض على باكستاني مسيحي يدعى شهيد مسيح وسجن على خفية مزاعم اهانة الإسلام تحت قانون التجديف. ويقيم حاليًا في السجن، وقد أعرب عن قلقه خشية الانتقام من قبل الأصوليين الإسلاميين.
في نوفمبر 2010 حكم على آسيا بيبي بالإعدام شنقا بتهمة «التجديف»، بعد لفظها لاسم النبي محمد، تعود وقائع هذه القضية إلى يوم من يونيو 2009، كانت آسيا بيبي تعمل فيه في الحقول مع مجموعة من النساء المسلمات، وحين استبد بها العطش مشت إلى البئر وسحبت كوبا من الماء لتروي به عطشها فاتهمتها امرأة مسلمة من قريتها «بتدنيس ماء البئر» كونها «امرأة مسيحية قذرة». فاضطرت آسيا إلى الدفاع عن نفسها وردت على جارتها بالقول «إنها لا تعتقد أن النبي محمد يوافق على رأيها» فاتهمت بأنها لفظت اسم النبي محمد وتعرضت لغضب سكان القرية بكاملهم. وقد أنكرت بيبي وهي أم لخمسة أطفال أهانتها لنبي الإسلام.
في أغسطس 2012، اتهمت رمشا مسيح، وهي فتاة مسيحية، عمرها بين 11 أو 14 سنة، وأميّة من ذوي الإعاقة العقلية بالتجديف عن طريق حرق صفحات من كتاب يتضمن آيات قرآنية. وجاء هذا الادعاء من رجل دين مسلم الذي بتيّن فيما بعد نفسه أنه أدعى كذبًا على الفتان لطرد المسيحيين من الحي. تم القبض على كل من الفتاة وأفرج عنها فيما بعد بعدما تبيّن عدم حرقها للقرآن، في وقت لاحق على أفرج أيضًا عن رجل الدين، بكفالة.
ينص قانون التجديف على حظر سب للقرآن والإسلام والنبي محمد ويتم معاقبة من يتهم بذلك. في 28 تموز، 1994، حثت منظمة العفو الدولية رئيس الوزراء الباكستاني، بينظير بوتو لتغيير القانون لأنه يتم استخدامها لترويع الأقليات الدينية. وقد حاول بوتو ذلك لكنه لم يوفق. وقد تعرض السياسيين ممن حاولوا تغيير القانون إلى القتل فقد قتل شهباز بهاتي الوزير المسيحي في الحكومة الباكستانية وحاكم البنجاب سلمان تيسير المؤيد بدوره لإصلاح القانون حول اهانة الإسلام العام 2011.

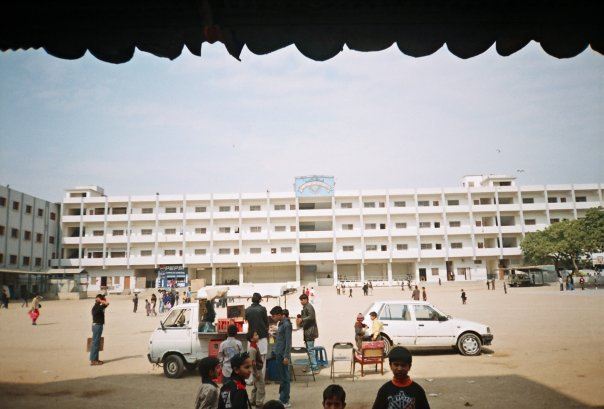
مدرسة سان بول المسيحية في كراتشي.

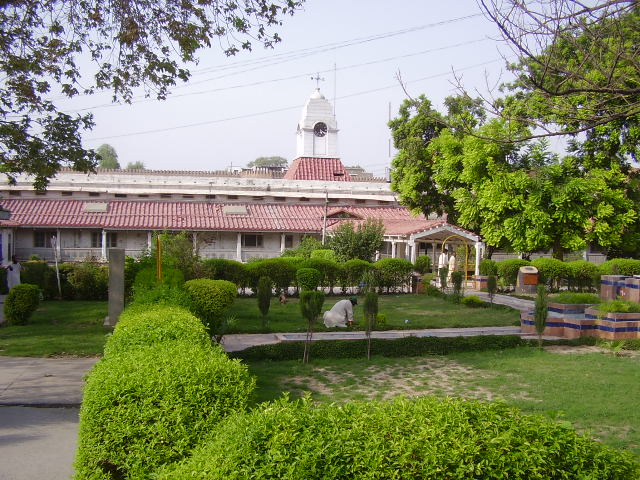
مستشفى ليدي ريدنج المسيحي في بشاور.

بحسب ما ورد في العديد من التقارير المسيحيين في باكستان تتعرض لإبادة جماعية من قبل حركة طالبان الباكستانية.
في 9 أغسطس 2002 ألقى مسلحون قنابل يدوية مصلى تابع لمستشفى تاكسيلا المسيحي في شمال غرب إسلام آباد، مما أسفر عن مقتل أربعة، بينهم اثنان من الممرضين والمسعفين واصابة 25 من الرجال والنساء.
يوم 25 سبتمبر 2002، قتل مسلحون مجهولون بالرصاص على خلفية دينية ستة مسيحيون على وعاملون في المنظمة الخيرية المحبة المسيحية في كراتشي. ودخلوا المكاتب في الطابق الثالث من معهد السلام والعدل (IPJ) وأطلقوا النار على ضحاياهم في الرأس. وكان كل من الضحايا من المسيحيين الباكستانيين. وقال قائد شرطة كراتشي طارق جميل أن الضحايا كانت أيديهم مقيدة وكانت قد غطت أفواههم بشريط.
في 25 ديسمبر 2002 بعد أيام قليلة من دعوة رجل دين إسلامي لقتل المسيحيين، القوا مسلحين قنبلة يدوية على الكنيسة المشيخية خلال أقامة الصلوات المسيحية في شرق في باكستان مما أسفر عن مقتل ثلاث فتيات.
في نوفمبر 2005، هاجم 3,000 إسلامّي متشدّد المسيحيين في سانجلا هيل في باكستان وهوجمت كنائس الرومان الكاثوليك، وجيش الخلاص والكنائس المشيخية المتحدة. وكان الهجوم بسبب مزاعم على خلفية أهانة الإسلام من قبل المسيحي يوسف مسيح. وقد ادينت الهجمات على نطاق واسع من قبل بعض الأحزاب السياسية في باكستان. ومع ذلك، عبّر المسيحيين الباكستانيين عن خيبة في أنهم لم يحصلوا على العدالة. شمشون ديلاوار، كاهن الرعية في سانجلا هيل، قال إن الشرطة أفرجت عن الأشخاص الذين تم اعتقالهم لارتكاب اعتداءات، وأن الحكومة الباكستانية لم تبلغ المجتمع المسيحي أن هناك تحقيق قضائي جار من قبل قاض محلي. وتابع أن رجال الدين المسلمين قاموا بالقاء الخطب البغيضة عن المسيحيين و «إهانة المسيحيين وإيمانهم».
في فبراير 2006، تم استهداف الكنائس والمدارس المسيحية في احتجاجات على الرسوم الساخرة للنبي محمد في صحيفة يولاندس بوستن في الدنمارك، ودمرت العديد من المنازل والممتلكات التابعة للمسيحيو. تم إيقاف بعض الغوغاء من قبل الشرطة.
يوم 5 يونيو 2006، كان تعرض مسيحي يدعى أشرف ناصر يعمل بالقرب من لاهور عندما كان يشرب الماء من مرفق عام باستخدام الزجاج بالضرب بالسلاسل. تعرضه لاعتداء من قبل بعض الأصوليين بسبب كونه كافرًا بالنسبة لهم وقد دعوه «بالكلب المسيحي». قام المارة بتشيج اضرب ناصر.
في أغسطس 2006، هوجمت كنيسة ومنازل المسيحيين في قرية خارج لاهور، في نزاع على أرض. وأصيب ثلاثة مسيحيين في حالة خطرة في حيت قتل مسيحي، أحرق المتشديين 35 مبنى وتم تدنيس الكتاب المقدس.
في يوليو 2008، اقتحم غوغاء كنيسة بروتستانتية خلال صلاة على مشارف أكبر مدينة في باكستان، كراتشي، ووصفوا المسيحيين «بالكفار» وقاموا بالاعتداء على المصليين والقس.
كان عام 2009 حصلت سلسلة أعمال شغب في غوجرا أعقبها مذابح عنيفة ضد الأقليات المسيحية.
في يونيو 2009، أفادت المنظمة المسيحية الدولية القلق حول حادثة اغتصاب وقتل رجل مسيحي في باكستان، لرفضه اعتناق الإسلام.
في مارس 2011، قتل الوزير المسيحي شهباز بهاتي على يد مسلحين إسلاميين بعد أن تحدث علنًا ضد قوانين التجديف في باكستان. مما أثار انتقادات من وزير الخارجية البريطاني وليام هيج. وطلبت الكنيسة الكاثوليكية في باكستان من البابا بنديكت السادس عشر اعلان شهباز بهاتي شهيد.
أصيب ما لا يقل عن 20 شخصا من بينهم مسؤولون في الشرطة، بعدما هاجم 500 متظاهر إسلامي الطائفة المسيحية في مدينة جوجرانوالا في 29 أبريل 2011.
خلال مؤتمر صحفي في كراتشي، أكبر مدينة في باكستان، في 30 أيار، 2011، قام مولانا عبد الرؤوف فاروقي ورجال دين مسلمين آخرين، بحظر الكتاب المقدس. وقال مولانا فاروقي، «لدينا محامون يستعدون لطلب من المحكمة لحظر الكتاب.»
في 23 سبتمبر، 2012 قامت مجموعة من المحتجين المسلمين في ماردان، في الاحتجاج على فيلم براءة المسلمين، وقاموا بإضرام النار في كنيسة ومدرسة سانت بول عالية ومكتبة ومختبر حاسوب مسيحي ومنازل أربعة من رجال الدين المسيحيين، بما في ذلك منزل المطران مجيد بطرس وتعرض تشاند زيشان، ابن قس مسيحي للاعتداء.
في 12 أكتوبر 2012، ذهب ريان ستانتون، وهو صبي مسيحي من 16 إلى الاختباء بعد اتهامه بالكفر وبعد أن نهبوا منزله من قبل متشديدن إسلاميين. ستانتون قال أن اتهامه بالكفر كان لرفض الضغوط على اعتناق الإسلام.
في 9 مارس 2013 قام أكثر من ثلاثة الاف من المسلمين الغاضبين بالهجوم السبت على حي «جوزف كولوني» المسيحي في لاهور، كبرى مدن شرق باكستان ودمروا بعض منازله على اثر اتهام مسيحي بقول عبارات مسيئة للنبي محمد.

#### ليبيا
قام تنظيم داعش بإعدام 21 مصري قبطي تحت عنوان رسالة موقعة بالدماء إلى أمة الصليب. حيث بث تنظيم الدولة فيديو تظهر عملية ذبح 21 مصري على إحدى السواحل يشار إليها على إنها في ليبيا. وأظهرت الصور معاملة مشينة من عناصر داعش للأسرى، حيث ساقهم واحدا واحدا. وأظهرت إحدى صور تلطخ مياه البحر بلون الدم.
في أعقاب التغيرات التي مرت بها كل من مصر وليبيا بعد الثورات العربية والإطاحة بنظام معمر القذافي في 2011، لم يستتب النظام والأمن بشكل تام، وفي الفترة السابقة لبث التنظيم لفيديو قتل المصريين ال21، كان هناك مجموعة من الحوادث التي تضمنت ليبيين ومصريين. ففي يناير/كانون ثاني 2014 اختطف خمسة من موظفي السفارة المصرية في ليبيا، على خلفية اعتقال القوات المصرية لليبي شعبان هدية في الإسكندرية، ليطلق سراحهم بعد إطلاق سراح شعبان بعدها بيومين، وفي فبراير عام 2014، خُطف وقتل برصاص في الرأس 7 عمال مصريين في بنغازي.
وفي صيف 2014 بدأت أزمة في ليبيا ومعارك دامية بين مليشيات متصارعة، قوات الجيش بقيادة اللواء المتقاعد سابقا خليفة حفتر وبين مليشيات إسلامية، بوجود حكومة المؤتمر الوطني العام المؤقتة ومنتهية الصلاحية في طرابلس وبرلمان يجتمع نواب منه في طبرق، وفي ديسمبر 2014 قُتل طبيب مصري وزوجته في منطقة جارف في سرت، وخطفت إبنتة لهما في الثالثة عشرة من عمرها ووجدت جثتها لاحقا غرب سرت.

#### الصومال

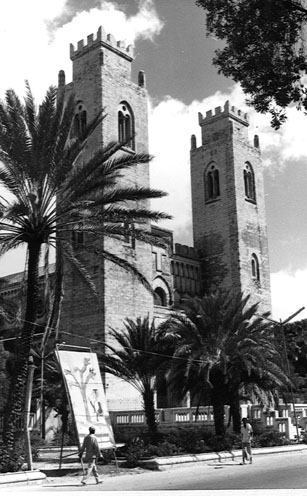
كاتدرائية مقديشو وقد هدمت الكنيسة خلال الحرب الأهلية الصومالية.

بسبب الحرب الأهلية الدائرة في الجزء الجنوبي من البلاد، فإن المسلمين الذين يعتنقون المسيحية يواجهون الاضطهاد وأحيانا الموت. ولا توجد مباني للكنائس في البلاد ولا أي حماية قانونية للمسيحيين، وبعضهم يجتمعون في الكنائس تحت الأرض. ولقد قامت المجموعات شبه العسكرية في الصومال بعمليات نهب على نطاق واسع للمقابر المسيحية، بالإضافة إلى تدنيس المقابر والمساجد الصوفية. يعتبر مصطلح «المسيحي» في بعض الأحيان تسمية تطلق من قبل الجهاديين على الأشخاص الذين يشتبه في عملهم لصالح المخابرات الإثيوبية.
في أغسطس 2009، أفادت المسيحية الدولية على حادثة قطع رؤوس أربعة مسيحيين تعمل على مساعدة الأيتام في الصومال من قبل المتطرفين الإسلاميين عندما رفضوا اعتناق الإسلام.

#### السودان
أثناء الحرب الأهلية السودانية الثانية درات معظمها في الأجزاء الجنوبية من جمهورية السودان أو في منطقة الحكم الذاتي الذي يعرف بجنوب السودان، وتعتبر إحدى أطول وأعنف الحروب في القرن وراح ضحيتها ما يقارب 1.9 مليون من المدنيين، ونزح أكثر من 4 ملايين منذ بدء الحرب. تشير تقديرات الاختطاف للعمل في العبودية بين 14,000 إلى 200,000. حيث تم اختطاف عدد من النساء والأطفال من عرقية الدينكا.
في عام 1992 كان هناك عدد من الاعتقالات الجماعية والتعذيب للكهنة المحليين. وقبل تقسيم، ضم جنوب السودان عددًا من القرى المسيحية. حيث تم محو هذه القرى في وقت لاحق من قبل ميليشيات الجنجويد.

#### سوريا

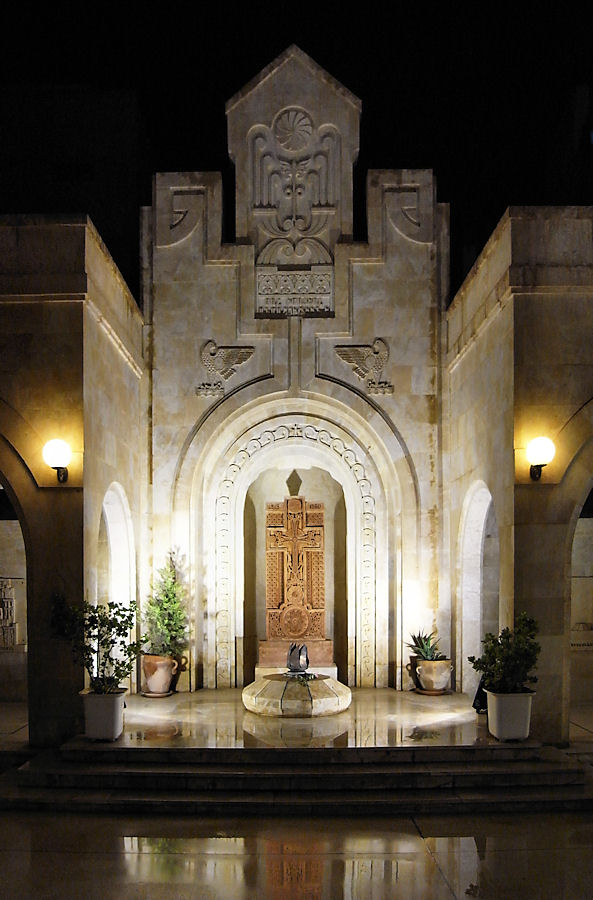
تعرضت كنيسة شهداء الأرمن في مدينة حلب للتدمير من قبل تنظيم الدولة الإسلامية (داعش) في سبتمبر 2014.

قالت الأم آغنس الصليب موفدة المركز الكاثوليكي للإعلام أن 164 مسيحيًا قتلوا في حمص وحدها بين سبتمبر ونوفمبر 2011 على يد «عصابات مسلحة مجهولة الهويّة» بهدف مسبق إثارة فتنة طائفيّة، في ظل تبادل الاتهامات حول هوية هذه «العصابات». يقول تمام العبد الله إن مسيحيي سوريا الذين شاعت حسب ميشيل كيلو، تسميتهم تاريخيًا «سنّة المسيحية»، مشاركين في التظاهر وسوى ذلك فهو «مقاربة خاطئة للواقع» غير أن توزعهم الجغرافي وعدم تمركزهم في رقعة معينة فضلاً عن انخراطهم في المجتمع بشكل عام دون وجود كتل طائفيّة مسيحية كما هو الحال في لبنان ومصر محركة للشارع، تساهم في عدم بلورة ظهورهم في الإعلام، الذي يُنتقد على «تغييب الأقليات» في تغطيته. نقلت نيويورك تايمز أنّ جزءًا من الشارع المسيحي، متخوف بشكل حقيقي من السلطة المقبلة في حال سقوط الأسد الذي أمّن له الحماية والحقوق. كما تم تناقل تقاير عن «مصادر سورية أرثوذكسية» تتهم الجيش السوري الحر بتهجير المسيحيين،

#### تونس
منذ الثورة التونسية عام 2011، وقعت أعمال عنف الديني تتكون من هجمات من قبل مسلمين على المسيحيين في تونس.

#### تركيا
بعد تأسسيس الجمهورية التركية وفي عام 1942 تم فرض ضرائب باهظة على المواطنين الأثرياء والتي استهدفت بشكل خاص المسيحيين واليهود الذين كانوا يسيطرون على جزء كبير من الاقتصاد التركي، بمقدار عشرة في المئة على الفرد الواحد، وتم مصادرة عدد من مؤسساتهم واقفال مدارسهم ممنا أدى لهجرة عدد كبير من المسيحيين واليهود.

أتراك يهاجمون مجمعات يونانية خلال بوغروم إسطنبول.

ثمة من المحللين من يربطون بين اضطهاد الأقليات الدينية، في العقود الأولى للجمهورية الوليدة، والوضع الاقتصادي المأساوي لتركيا الخارجة من حرب استمرت سنوات. فقد أمنت المقتلة ضد الأرمن وتهجيرهم القسري مع يونانيي تركيا، نوعاً من التراكم الأولي للرأسمال الناشئ في تركيا الجمهورية، بفعل الاستيلاء على ممتلكات المهجّرين المسيحيين، وكانوا عمومًا أكثر ثراءً من الأتراك. ثم صدر قانون الضريبة على الممتلكات في العام 1942، وكان 87 في المئة من المكلفين بها من الطوائف غير المسلمة، وكان على التجار الأرمن أن يسددوا هذه الضريبة بنسبة 232 في المئة من رأسمالهم، واليهود بنسبة 179 في المئة، واليونانيين بنسبة 156 في المئة، والأتراك المسلمين بنسبة 5 في المئة. وتم سوق العاجزين عن تسديدها إلى معسكرات الاعتقال.
يوم 06-07 سبتمبر 1955 حدث بوغروم إسطنبول وهي أعمال شغب كانت بالدرجة الأولى ضد الأقلية اليونانية في إسطنبول. ودبرت أعمال شغب من قبل مجموعة من الجيش التركي. واندلعت أحداث بعد انباء تفيد بأن القنصلية التركية في مدينة سالونيك شمال اليونان والبيت الذي ولد فيه مصطفى كمال أتاتورك في عام 1881، كان قد قصفت في اليوم السابق. وبعد ذلك تبين ان القنبلة زرعت من قبل الحاجب التركي في القنصلية، الذي ألقي القبض في وقت لاحق، واعترف، حرضت الأحداث. كانت الصحافة التركية تنقل الأخبار في تركيا صامتة عن اعتقال الحاجب وبدلًا من ذلك لمحت إلى أن اليونانيون قد فجروا القنبلة. ما أدى إلى هجوم من قبل غوغاء اترك، ومعظمه كان داخل شاحنات دخلوا فيها إلى داخل المدينة في وقت مبكر، للتحضير إلى لاعتداء في إسطنبول ضد المجتمع اليوناني خاصة في حي الفنار حيث استمرت الاعتداءات لمدة تسع ساعات. خلال الاعتداءات أكثر من عشرة أشخاص لقوا مصرعهم خلال أو بعد المذبحة نتيجة الضرب والحرق. تضررت أيضا احياء وأماكن سكن وعمل اليهود والأرمن.

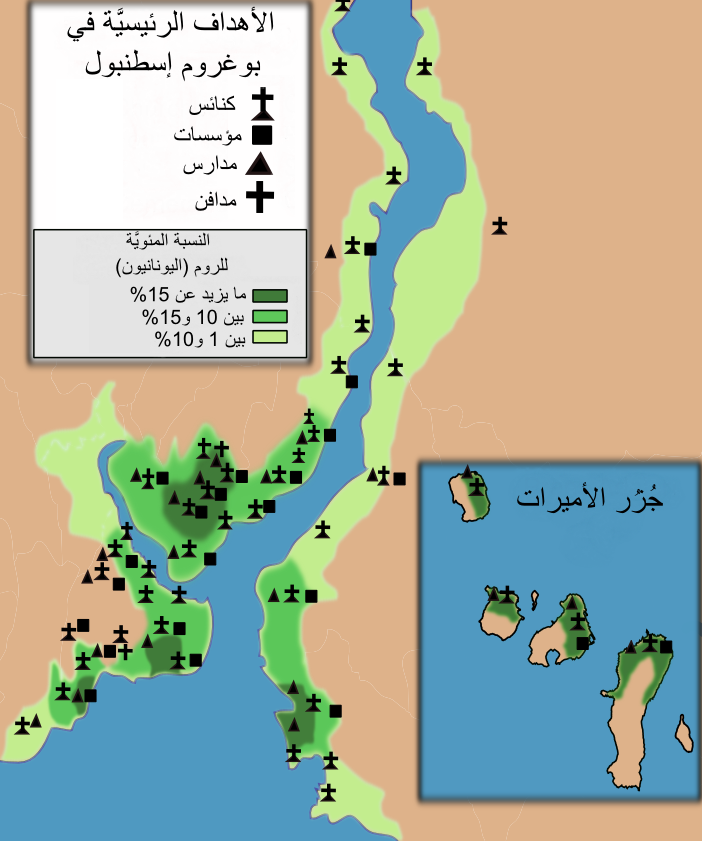
الأهداف الرئيسيَّة لِأعمال الشغب التي اندلعت في إسطنبول سنة 1955.

المذبحة سببت تسارع هجرة اليونانيين (بالتركية : Rumlar) من تركيا، وإسطنبول على وجه الخصوص. السكان اليونانيين في تركيا انخفض عددهم من 119,822 شخصا في 1927، إلى حوالي 7,000 في عام 1978. في إسطنبول وحدها، انخفض عدد السكان اليونانيين من 65,108 إلى 49,081 بين 1955 و1960. وتُقدر الأرقام لعام 2008 الصادرة عن وزارة الخارجية التركية العدد الحالي من المواطنين الاتراك من أصل يوناني بين 3,000-4,000. ولكن وفقا ل هيومن رايتس ووتش، يقدر عدد السكان اليونانيين في تركيا بنحو 2,500 وذلك في عام 2006. وقالت ديليك جوين المؤرخة ومؤلفة كتاب صادر عام 2005 عن الواقعة ان المقابر دنست والكنائس نهبت وقتل نحو 12 شخصا واغتصبت مئات النساء وقد حرقت بطريركية القسطنيطنية مركز الكنيسة الأرثوذكسية والعديد من المنازل والمشاغل والمصالح التي يملكها يونانيون. وقدرت قيمة الأضرار بنحو 50 مليون دولار أي ما قيمته الآن نحو 400 مليون دولار. وأغلب الهجمات كانت ضد أهداف يملكها يونانيون لكن نحو ثلث الهجمات استهدف ممتلكات الارمن واليهود. وتم اعتقال أكثر من 5,000 شخص تمت تبرئة أغلبهم في وقت لاحق.
خلال سنوات التسعين عقب المواجهات بين الجيش التركي والأكراد هاجر الآلاف من المسيحيين من منطقة طور عبدين وهي معقل تاريخي للكنيسة السريانية الأرثوذكسية، حيث تمركزت بطريركيتها إلى أن ارتفعت حدة التوترات مع الجمهورية التركية، ما دفعها إلى الانتقال إلى سوريا عام 1933.
على الرغم من النظام العلماني في تركيا، إذ أنّ حرية العبادة مكفولة وحرية التبشير، فقد تعرض عرض المسيحيين الآونة الأخيرة لعدد من الهجمات، كذلك تنتشر صور نمطية سلبية ازاء المسيحيين تعززها وسائل الإعلام مثل كونهم فاحشي الثراء وطابور خامس وغير وطنيين، كما وينظر العديد من الأتراك إلى المسيحية والمسيحيين نظرة سلبية ففي سنة 2010 وحسب دراسة لمعهد بيو فقط 6% من الاتراك لديهم نظرة إيجابية للمسيحية مقارنة ب16% سنة 2006، وأيضًا فقط 4% من الأتراك لهم نظرة إيجابية لليهودية. وفي دراسة قامت بها برنامج المسح الاجتماعي الدولي عام 2010 وجدت أن ثلث الأتراك ليس لديهم أي أستعداد لأن يكون لهم جار، وأن أكثر من نصف الأتراك يرفضون أن يتحدث المسيحيين عن معتقداتهم في الاجتماعات العامة وفي المناشير المطبوعة، كما أن أكثر من نصف الأتراك يعارضون خدمة المسيحيين في الجيش والأجهزة الأمنية، وقوات الشرطة، والأحزاب السياسية. في حين أن فقط أقل من نصف الأتراك يرفض نشاط ومشاركة المسيحيين في تقديم الخدمات الصحيّة.

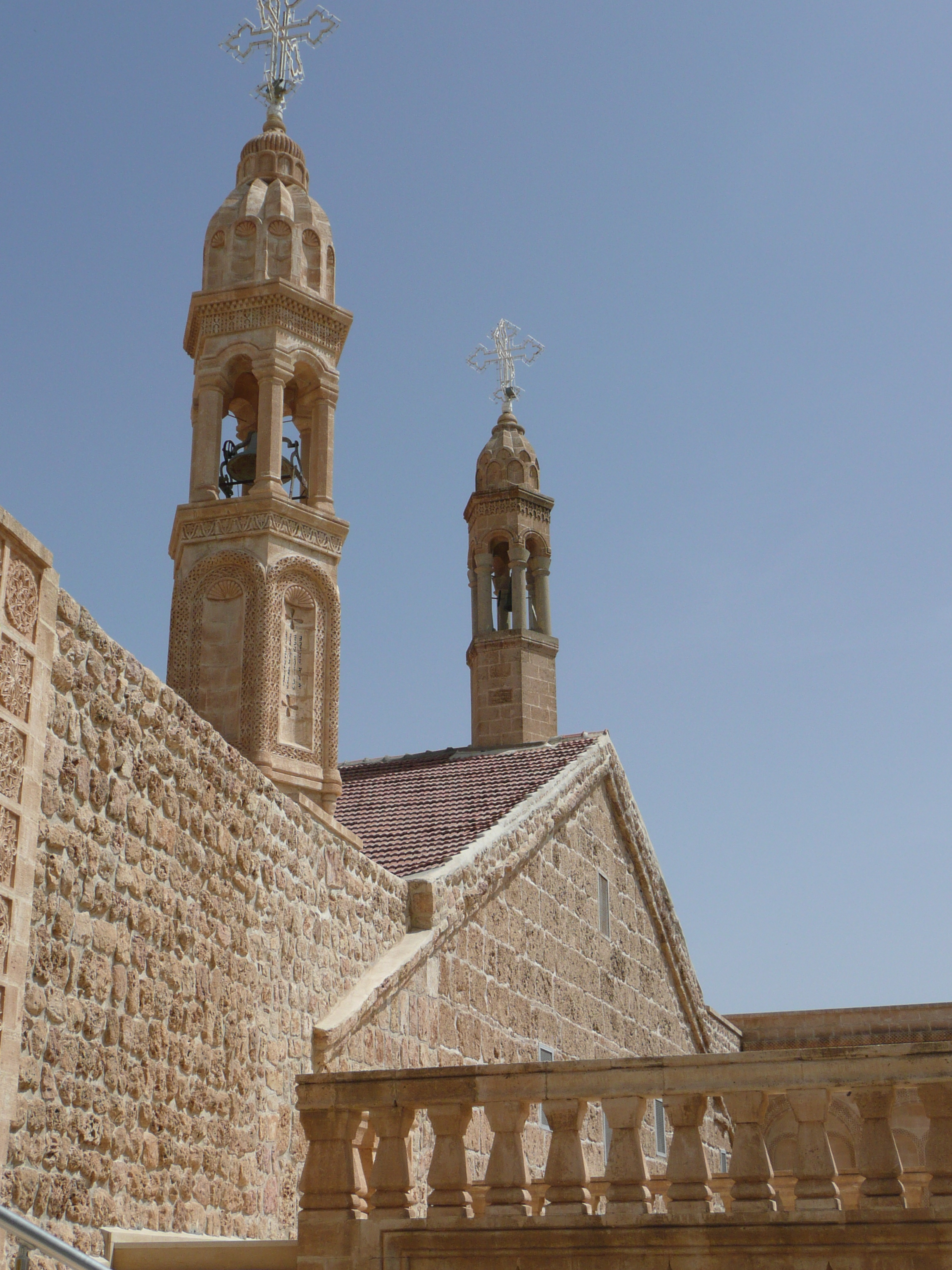
دير مار كبرئيل، يتعرض الدير بين الحين والآخر لمضايقات من الحكومة التركية.

في عام 2006 تم قتل قس كاثوليكي إيطالي يدعى أندريا سانتورو، راعي كنيسة كاثوليكية في مدينة طرابزون، على خلفيّة الرسوم الكاريكاتورية المسيئة لمحمد في صحيفة يولاندس بوستن. وفي عام 2007 تم هجوم على دار نشر مسيحية في ملاطية، قتل فيها قتل 3 مسيحيين، وهم نيساتي عيدين واوغور يوكسيل، وهم مسلمين أتراك تحولوا إلى المسيحية وتيلمان جيسكي وهو مواطن ألماني. وفي 2007 اغتيل الصحفي والكاتب هرانت دينك. كما وأشارت تقارير إلى تعرض المدافن المسيحية إلى أعمال تخريبة. وقتل هرانت دينك الصحافي المسيحي والذي على الرغم من دافعه على الدوام عن انتمائه إلى الهوية التركية، تعرض لغضب القوميين الاتراك لتنديده بابادة الارمن التي وقعت بين 1915 و1917 والتي تنفي تركيا بشكل قاطع حصولها.
وبحسب دراسة قامت بها مجموعة بروتستانتية ونشرتها وكالة الأنباء المسيحية فإن المسيحيين الأتراك ما زالوا يعانون من هجمات المواطنين العاديين، وبعض التمييز من قبل شخصيات حكومية، والتشهير بهم في الكتب المدرسيّة ووسائل الإعلام على حد سواء.
في عام 2010 في مقابلة برنامج «ستون دقيقة» في محطة «سي بي أس»، صرّح البطريرك برثلماوس الأول أن المسيحيين يعاملون كمواطنين من الدرجة الثانية، وهو ما انتقتده الحكومة التركية، إذ ترفض الحكومة التركية الاعتراف بالطابع المسكوني للبطريركية القسطنطينية، وتعتبر البطريرك المسكوني رئيسًا لطائفة الروم الأرثوذكس في تركيا فقط، وتشكل أيضًا قضية اقفال معهد خالكي في العام 1971، وعدم السماح للبطريركية باعادة فتحه إحدى القضايا الخلافية.
كما وتعتبر قضية حقوق الإقليات واحدة من معوقات انضمام تركيا للاتحاد الأوروبي، فمثلًا البرلمان الألماني يدعو تركيا إلى حماية حقوق الأقليات، وإلى احترام حرية الدين والمعتقد، وضمان حقوق السريان الأتراك، وذلك على خلفية نزاع دير مار كبرئيل في مديات والحكومة التركية، قررت المحكمة العليا التركية في 27 كانون الثاني 2011 منح معظم أراضي الدير، والتي امتلكها الدير لمدة 16 قرن، للحكومة التركية بحجة كونها باشجار تخضع لقانون حماية التشجير. ويعتقد أن الحكومة ستقوم بتوزيعها على مستوطنين أكراد كانوا قد استولوا عليها منذ سنة 2008. كما طالب برلمانييون اوربييون يشددون على ضرورة اعتراف تركيا بالإبادة الجماعية ضد المسيحيين الأرمن والسريان واليونانيين قبل انضمامها للإتحاد الأوربيّ. وكان قد طالب أيضًا مجلس النواب الأمريكي تركيا إلى إعادة الكنائس والأديرة المسيحية إلى أصحابها والتي تم الاستيلاء عليها. في السنوات الأخيرة شهدت تحسنات في حقوق المسيحيين منها استرجاع املاك الكنيسة اليونانية والرمنية الأرثوذكسية من أراضي ومستشفيات ومدارس، بالإضافة إلى الكنائس وتم ترميم واعادة افتتاح عدد من الكنائس التاريخية.

#### اليمن
وجود المسيحية في اليمن يعود إلى القرن الرابع الميلادي باعتناق عدد من الحِميَّريين للمعتقد بفضل جهود ثيوفيلوس الهندي. حالياً، لا توجد احصاءات رسمية عن عدد المسيحيين في اليمن، تُقدر أعدادهم بين 3,000 إلى 25,000 نسمة. بالمقابل ذكر موقع البي بي سي أن عدد مسيحيين اليمن يصل إلى 41,000 نسمة واستشهد بمصادر الأمم المتحدة وقاعدة بيانات المسيحية العالمية. حرية العبادة غير مُحترمة وترك الإسلام أو الانتقال إلى دينٍ آخر وبناء منشآت مخصصة للعبادة ليست حقاُ مُعترفاً به في الدستور والقوانين. في حين تم تسهيل نشاطات تبشيرية وهابية مرتبطة بالتجمع اليمني للإصلاح ووزارته وزارة الأوقاف والإرشاد التي تقول أنَّ من مهامها «المساهمة في تنمية الوعي الإسلامي وتعميم نشر التربية والأخلاق الإسلامية وترسيخها في حياة المواطنين العامة والخاصة».
الإرساليات الخيرية التي أسستها الأم تريزا، تعمل في عدن منذ العام 1992 ولديها ثلاث مراكز أخرى في صنعاء وتعز والحديدة. قُتلت ثلاث راهبات كاثوليكيات بالحديدة عام 1998، اثنتان من الهند والثالثة من الفليبين على يد عضو التجمع اليمني للإصلاح عبد الله الناشري بحجة أنهم كانوا يدعون إلى المسيحية. في 2002، قُتل ثلاثة أميركيين في مستشفى جبلة المعمداني الجنوبي على يد إصلاحي آخر يدعى عابد عبد الرازق كامل. يقول أحد الناجين بأن المستشفى كان «كرة قدم سياسية» غالباً ما يثيرها الإسلاميون (الإصلاحيون)، ويتحدثون عنها في المساجد واصفين عاملين بالمستشفى بالـ«جواسيس». ولكنه شدد أنَّ هذه الأصوات أقلية بين اليمنيين. في ديسمبر 2015، تم تدمير كنيسة كاثوليكية قديمة في عدن.
منذ تصاعد الأزمة اليمنية في مارس 2015، بقي ستة قساوسة من سلاسية دون بوسكو وعشرون عاملاً من الإرساليات الخيرية في البلاد وصفهم البابا فرانسيس بالشجاعة لثباتهم وسط الحرب والنزاع، ودعا النائب الرسولي لجنوب الجزيرة العربية بالصلاة لكل المضطهدين والمعذبين، المطرودين من منازلهم، والمقتولين ظلما. في كل الأحوال وبغض النظر عن قِيَمِ وأخلاقيات القوى المسيطرة والمتقاتلة في اليمن بخصوص الحريات الدينية والفكرية، لم يثبت أن هذه الإرساليات الخيرية نشطة في مجال التبشير وفق شهادات المستفيدين من خدماتهم.
في 4 مارس 2016 حدثت مجزرة دار الأم تريزا في عدن قُتل 16 شخصاً بينهم أربعة راهبات كاثوليكيات من الهند وحارسين وخمسة نساء إثيوبيات والبقية من نزلاء الدار، وأُختطف راهب هندي واحد اسمه توم أوزهونانيل. هوية المنفذين مجهولة ونشرت وسائل إعلامية بياناً منسوب لأنصار الشريعة، أحد عدة تنظيمات جهادية نشطة في البلاد، ينفي صلته بالواقعة.

### بوتان
الماهايانا البوذية هي دين الدولة في بوتان. وهناك تقييد في الممارسات الدينية للأديان الغير البوذية. وفقًا لمنظمة «أبواب مفتوحة» هناك اضطهادات موجهه ضد المسيحيون خاصًة للمتحولين للديانة المسيحية في بوتان ويأتي ذلك أساسًا من الأسرة والمجتمع، والرهبان البوذيين. في عام 2002 ووفقًا لتقرير من قبل منظمة المسيحيون في بوتان وُجد أن ل65,000 مسيحي هناك فقط كنيسة واحدة تحت تصرفهم. في عام 2007 وحسب منظمة شبكة أخبار البعثة وجدت أنه من غير القانوني للبوذيين التحول إلى المسيحية أو بناء الكنائس والمباني المسيحية وقد يتجرد البوذي المتحول إلى المسيحية من جنسيته.

### الصين
في 1 أكتوبر 1949 أعلن ماو تسي تونغ جمهورية الصين الشعبية. أطلق على البلاد أيضاً اسم «الصين الشيوعية» أو «الصين الحمراء». وبالتالي بدأت موجة من التضييق واللإضطهاد بحق المسيحيين في الصين. عندما استولى الشيوعيون على الحكم في الصين عام 1949، طردوا المسيحيين ووضعوا الكنائس تحت سيطرتهم. وواجه المسيحيون الاضطهاد الشديد تحت حكم ماو تسي تونغ خلال الثورة الثقافية في سنوات الـ 1960 الـ 1970 من القرن الماضي. سمحت الصين للكنائس المسجلة ان تكون قائمة لانها تحت رقابتها، وأرادوا ان ينشروا الفكر الشيوعي في الكنيسة. في ذات الوقت اقيمت مئات الآلاف من الكنائس غير الرسمية تحت الأرض في جميع انحاء البلاد.
في عام 2016 قامت الحكومة الشيوعية بتدمير حوالي ألف وخمسائة صلبان في مقاطعة كسيجيانغ وحدها. وخلال عملية هدم الصلبان، قام المسيحيون بحملة لوضع صلبان صغيرة على الكنائس، في حين أنّ اعتراض رجال الدين على الحكومة لم يمنع الحكومة من تنفيذ أوامرها.

### الهند

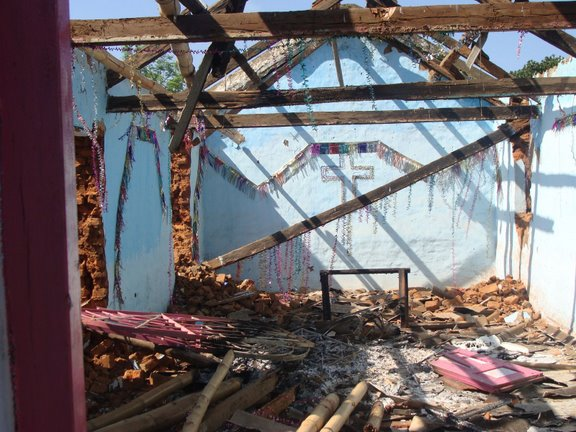
كنيسة تم حرقها خلال أعمال العنف ضد المسيحيين في ولاية أوريسا سنة 2008.

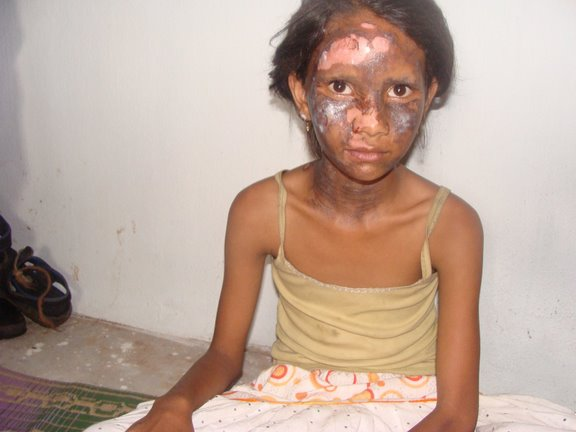
طفلة مسيحية تعرضت للحرق خلال أعمال العنف ضد المسيحيين في ولاية أوريسا سنة 2008.

في سبتمر سنة 2008 إندلعت مظاهرات مناهضة للمسيحية في عدة أجزاء من الهند. وذلك مع تحول 13 ألف هندوسي في ولاية أوريسا من الطبقة الدنيا من الهندوسية واعتنقوا المسيحية. وقد أضطروا أن يعيشوا في 11 مخيما بعد شهر من اندلاع موجة مظاهرات عنفية معادية للمسيحية في المنطقة. وقد غادر معظمهم منازلهم بعد أن تعرضت للسلب من جانب المتظاهرين الذين أشعلوا النيران فيها وهم يرددون شعارات هندوسية.
ومن الأسباب العميقة الجذور للمواجهة بين الأغلبية من أبناء القبائل الهندوسية من ناحية، والذين اعتنقوا المسيحية من جهة أخرى، نزاعات تتعلق بملكية الأرض وحقوق الهوية وغيرها.
اتخذ هذا النزاع شكلا عنيفا عندما قتل رجل دين هندوسي طاعن في السن كان ينشط في مجال التبشير وسط العشائر، والدعوة ضد اعتناق المسيحية ن ويسعى لإقناع الذين اعتنقوها للعودة إلى الهندوسية.
ولم يتضح بعد من الذي قتله، لكن ما حدث بعد مقتله أن اعتدى رجال العشائر على جيرانهم المسيحيين مما أشعل موجة من العنف التي خلفت 20 قتيلا. وتقول الجماعات الهندوسية المتشددة إن المسيحيين هم المسؤولون عن اشتعال الموقف. وتنفي الجماعات المسيحية تلك الاتهامات وتقول إنه لم يتم ارغام أي شخص على اعتناق المسيحية.
وقد صدر قانون لكي يحد من تحول الهندوس من الطبقة الدنيا في المجتمع الهندوسي وكذلك رجال العشائر إلى المسيحية الذين يشكلون 39 في المائة من السكان في الولاية. فقد أصبح تحول هؤلاء الناس إلى المسيحية أكثر صعوبة من تحول الطبقات العليا الهندوسية.
إلا أن كلا من الهندوس والمسيحيين قد خالفوا القانون بشكل علني. فلم يتم تسجيل حالات التحول رسميا طوال 31 عاما باستثناء حالتين فقط من الهندوسية إلى المسيحية. إلا أن نسبة الزيادة السكانية بين المسيحيين في الولاية ارتفعت بنسبة 56 في المائة بين عامي 1991 و2001، أي 4 أضعاف معدل الزيادة السكانية في الولاية عموما. في حين أن نسبة الزيادة السكانية بين الهندوس لم تتجاوز 12 في المائة خلال نفس الفترة. من جهة تحولت أعداد كبيرة من أبناء الطبقة الدنيا الهندوسية وأبناء العشائر إلى المسيحية للهرب من الفقر والاضطهاد.
وقد أستهدف المسيحيين في أوريسا في أغسطس 2008. ونتج عن أعمال الشعب 18,000 جريح، و50,000 مهجر، وحوالي 500 قتيل بعد إحراق 4104 منزل، وتلقت الجمعية الخيرية عون الكنيسة المتألمة تقريراً يفصل أعمال التمييز والاعتداءات المستمرة على المسيحيين في ولاية أوريسا. وقد انتقدت عدد من الدول الغربية تعامل الحكومة الهندية مع أعمال العنف بحق المسيحيين.

### كينيا
وقعت حادثة القتل الجماعي في المركز التجاري وستغيت وهو هجوم إرهابي بين 21 سبتمبر و24 سبتمبر 2013 في المركز التجاري واستغايت في نيروبي عاصمة كينيا بين عناصر من حركة الشباب المجاهدين والقوات المسلحة الكينية إضافة إلى خبراء إسرائيليين. في 2 أبريل/نيسان 2015، قام رجال مسلحون باقتحام كلية جامعة گاريسا في مقاطعة گاريسّا في كينيا، مؤدين لمقتل ما لا يقل عن 147 طالبًا، وجرح 79 أو يزيد. ادعى المنفذون بأنهم من حركة الشباب الصومالية، قائلين بأنهم هاجموا الجامعة لأنها كانت في إقليم مسلمين مستعمر من قِبَل غير المسلمين. قام المنفذون بأخذ العديد من الطلاب كرهائن، ثم أطلقوا سراح المسلمين فقط. انتهى الحصار بمقتل المسلحين الأربعة.

### نيجيريا
منذ تطبيق الشريعة الإسلامية في بعض الولايات الشمالية، ازداد العنف ضد السكان غير المسلمين.

### كوريا الشمالية
تقر حكومة كوريا الشمالية بوجود أربع كنائس فقط، ويعتبرها المدافعين عن حرية الدين بأنها واجهات للأجانب فقط لا غير أي أنه لا توجد حرية دينية على أرض الواقع. الإحصاءات الحكومية الرسمية تقدر أن هناك 10,000 من البروتستانت في حين أن الرومان الكاثوليك يقدرون بحوالي 4,000 نسمة في كوريا الشمالية.
وفقًا لتصنيف نشرته منظمة الأبواب المفتوحة، وهي منظمة تدعم المسيحيين المضطهدين، تتصدر كوريا الشمالية المرتبة الأولى في الوقت الراهن في قائمة أسوأ 50 دولة تضطهد المسيحيين، وتقدّر منطمة أبواب مفتوحة أن هناك بين 50,000 - 70,000 مسيحي محتجز في سجون كوريا الشمالية وتهمته أنه مسيحي. جماعات حقوق الإنسان مثل منظمة العفو الدولية أيضًا قد أعربت عن قلقها حول الاضطهاد الديني للمسيحيين في كوريا الشمالية.

### فيتنام

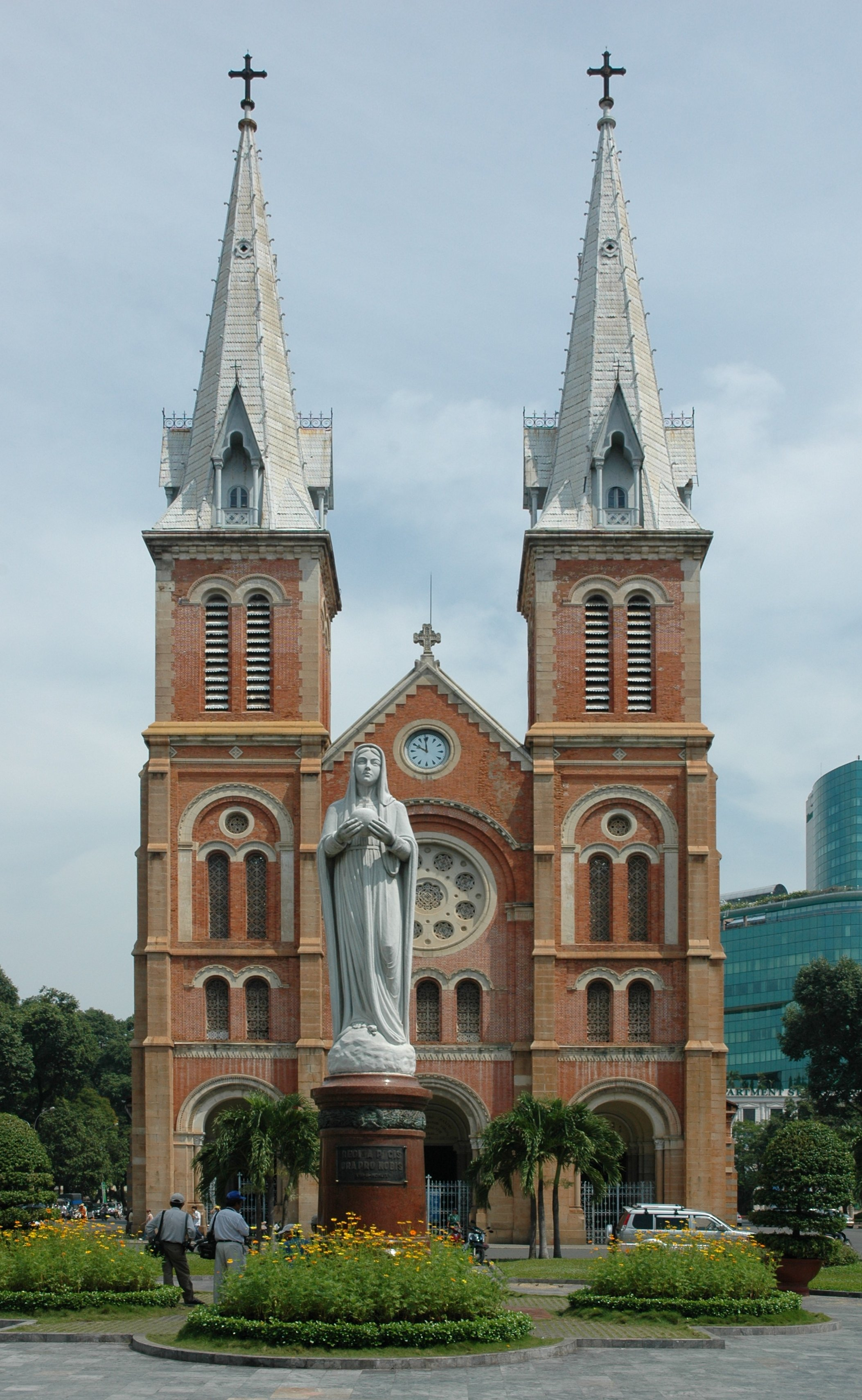
كاتدرائية سايغون نوتردام.

تنظر على نطاق واسع الحكومة الفيتنامية للكنيسة كاثوليكية على أنها مؤسسة مشبوهه. هذه الريبة نشأت خلال القرن 19، عندما تعاون بعض الكاثوليك مع المستعمرين الفرنسيين في البلد والثورة على الحاكم الكنفوشي ثيو تري ولقلب النظام ومساعدة محاولات الفرنسيين لتثبيت الأباطرة الكاثوليك، كما هو الحال في ثورة لي خوي فان في عام 1833. فضلًا عن من استئثار الكاثوليك في حكْم فيتنام الجنوبية بين الأعوام 1955-1975 وسيطرة الحكّام الكاثوليك من أسرة نجو عن طريق الأخوين نجو دنه ديم وتقو ديم، ووين ڤان ثيو على مكاسب البلاد اقتصاديًا وسياسيًا وكان أغلب جنرلات العاصمة «سايغون» من الكاثوليك، مما أساء البوذيين من احتكار الكاثوليك للسلطة والاقتصاد والجيش والمناصب الرئيسية وذلك على الرغم من كونهم أقلية وائتلافهم مع الولايات المتحدة والغرب. وعلاوة على ذلك، موقف الكنيسة الكاثوليكية القوي المناهض للشيوعية وبذلك تعتبر عدو للدولة الفيتنامية. الكنائس التابعة للفاتيكان محظورة رسميًا ويسمح فقط في المنظمات الكاثوليكية التي تسيطر عليها الحكومة. ومع ذلك، فقد حاول الفاتيكان التفاوض على إقامة علاقات دبلوماسية مع فيتنام في السنوات الأخيرة.

### لاوس
وفقًا لحكومة الولايات المتحدة وغيرها من الحكومات والمؤسسات الحقوقية كانت هناك محاولات من قبل الحكومة في لاوس لجعل المسيحيين التخلي عن دينهم، وقد أغلقت عدة مرات الكنائس المسيحية. ووفقًا لهم هناك اثنين من السجناء الدينيين في لاوس، وكلاهما عضو من الكنيسة الإنجيلية في لاوس، تم إغلاق كنيسة في محافظة سافانخت من قبل الحكومة وذلك في عام 2005. وقد نفت الحكومة في لاوس أنها قد أغلقت الكنائس أو سجن المسيحيين بسبب معتقداهم. في عام 2010 دعت منظمة العفو الدولية الحكومة في لاوس للسماح بحرية التعبير.

### أوروبا

#### الدنمارك
تم الهجوم على عدد من المسيحيين المهاجرين من الشرق الأوسط في كوبنهاغن فضلًا عن تهديدهم من قبل عصابات مسلمة. تخشى قوات الشرطة الدنماركية في كوبنهاغن من أن المشكلة أكثر انتشارًا حيث تشير تقارير الشرطة عن خوف الضحايا من عمليات الثأر وبالتالي يتخوفون الإتصال أو الشكوى والذهاب لدى السلطات.

#### أوكرانيا
في المنطقة الانفصالية جمهورية دونيتسك الشعبية، أعلنت الحكومة أن الكنيسة الأرثوذكسية الروسية التابعة للبطريركية في موسكو هو دين الدولة، ولقد أحتلت الكنائس البروتستانتية وتم تحويلها إلى أرثوذكسية على أيدي قوات شبه العسكرية. كما وفقد شهود يهوه ممتلكاتهم.

#### السويد
في يوليو 2015 قامت الحكومة السويدية في التحقيق في واقعة تهديد مسلمين سوريين لاجئين بالسويد، للمسيحين السوريين اللاجئين هناك، والتي وصلت لحد العقوبة بإهدار الدماء، في حال عدم الاستجابة لتعليماتهم بمنع ارتداء الصلبان، أو أي معالم تشير لكونهم مسيحيين.

#### المملكة المتحدة
طردت عائلة آسيوية مكونة من الأب نيسار حسين وزوجته كوبرا وأبناءه من مدينتهم بإنجلترا للمرة الثانية من قبل المسلمين القاطنين في الحي وذلك بعد أن ارتدوا عن الإسلام واعتنقوا المسيحية. وقد تعرضوا لهجوم في الشارع وكسر الزجاج الأمامي للسيارة وقذف البيض عليهم قامت العائلة باستدعاء الشرطة أكثر من مرة ولكنها لم تدخل حيث تعتبر هذه جرائم الكراهية الدينية. مما أدى إلى انتقال العائلة من وطنها في برادفورد إلى منطقة “الإنجليزية البيضاء” للهروب من حملة الكراهية.